# Армянская историография V—XVIII веков

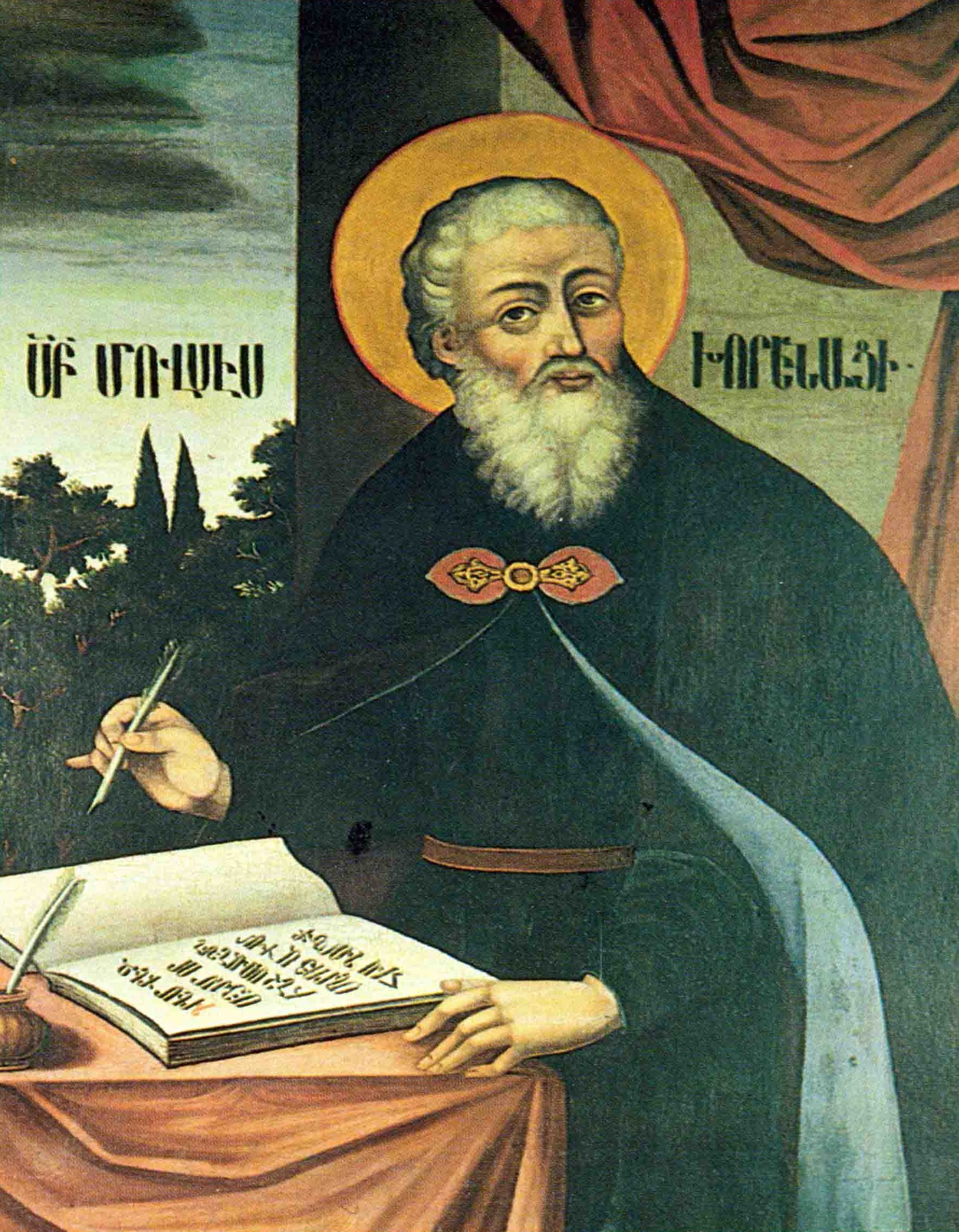
Мовсес Хоренаци — «отец армянской историографии». Художник Овнатан Овнатанян, XVIII век

Армя́нская историогра́фия V—XVIII веко́в — совокупность работ армянских авторов V—XVIII веков (летописей, хроник и других источников), посвящённых истории собственно Армении и содержащих многочисленные данные о сопредельных государствах и регионах — Закавказье, Византии, Ближнем и Среднем Востоке. Возникшая на закате античности армянская историография занимала доминирующее место в армянской средневековой литературе. V—XVIII столетия охватывают древний период армянской историографии.
Периоды спада и подъёма культурной активности в Армении соответствовали изменениям в её политической ситуации. Наиболее раннее сообщение о создании исторического повествования в Армении относится к I веку до н. э. Написание, пояснение и сохранение истории армянского народа изначально было одной из главных задач образованного класса, а V столетие стало золотым веком национальной литературы. В это время возникает непрерывная историографическая традиция, когда авторы начинали повествование с исторического периода либо даты, на котором остановились их предшественники.
В середине VI века было введено армянское летосчисление. С VII века, начиная с арабского завоевания, в силу сложившихся обстоятельств труды некоторых историков приобрели универсальный характер как в хронологическом, так и в географическом отношении, зародились жанр хроники и историческая география.
Новый подъём историографии произошёл в X—XIV веках, что в первую очередь было связано с восстановлением армянского государства сначала Багратидами, а затем и в Киликии. В XIV веке наступила полоса упадка, связанного с нашествием татаро-монгольских племён и мамлюкским вторжением, длившегося более двух столетий, в течение которых не было создано сколько-нибудь серьёзных исторических трудов. Историческая литература этого периода представлена главным образом мелкими хрониками и памятными записями рукописей. Следующее возрождение историографии пришлось на XVII век. Последним крупным представителем армянской средневековой историографии и предшественником современной исторической науки считается Микаэл Чамчян, автор трёхтомной «Истории Армении» (1784—1786).
Начиная с позднего Средневековья историография развивается в том числе среди армянской диаспоры в странах Азии и Европы.
Армянская средневековая историческая философия сводилась к идее богоизбранности армян. Утрата независимости и вражеское окружение также внесли свои коррективы в армянскую историософию.
Труды армянских историков и хронистов богаты данными о сопредельных государствах, регионах и народах, с которыми армяне контактировали.
Существуют несколько версий периодизации древней и средневековой армянской литературы. Генрик Бахчинян выделяет следующие четыре этапа: V—IX века, X—XII века, XIII—XVI века, XVII—XVIII века.

## Сообщения об армянской историографии до V века

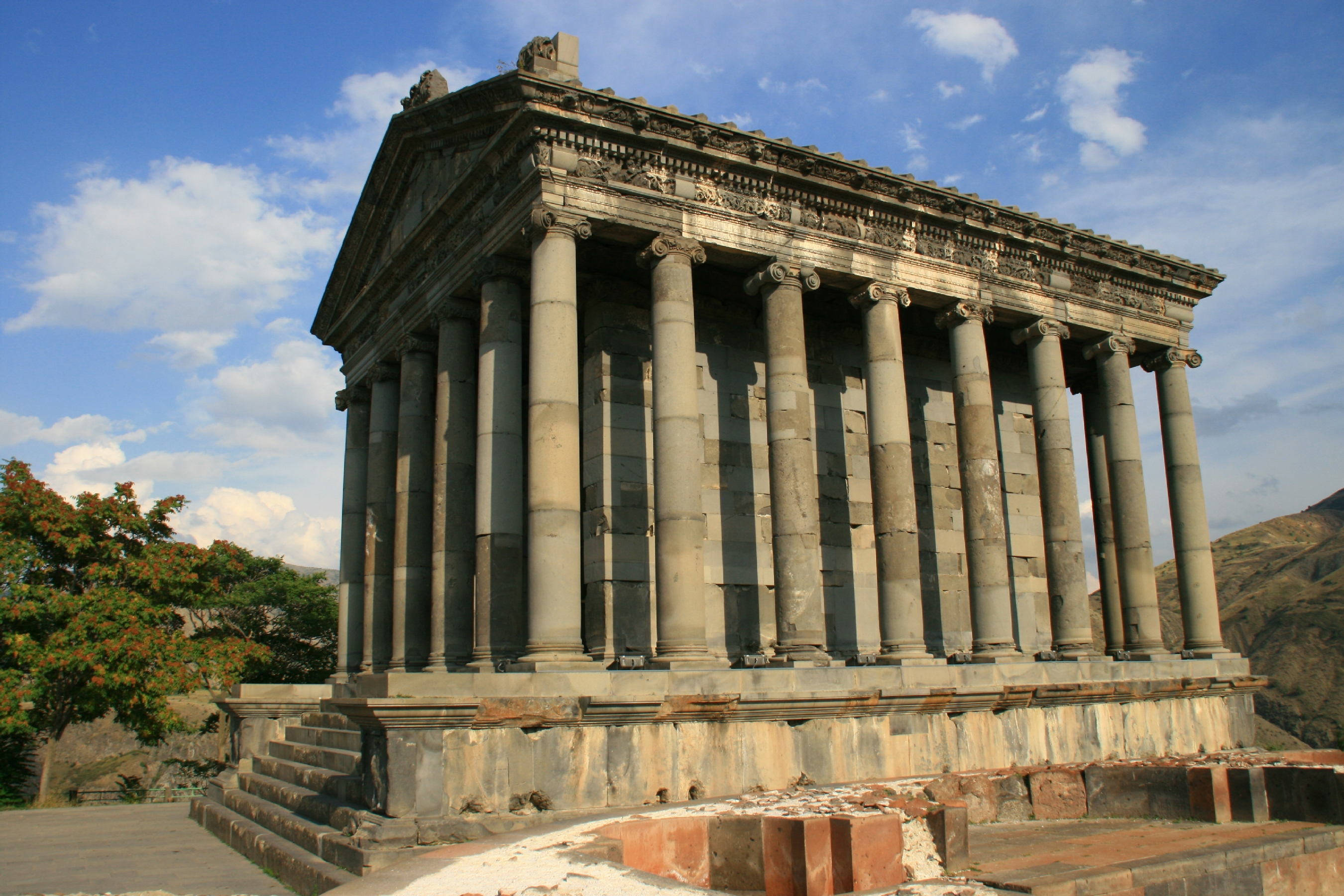
Храм Гарни, I век н. э.

По мнению М. Дьяконова и О. Кудрявцева, в III—I веках до н. э. у армян существовали особые тайнописи, которыми писались храмовые книги и летописи. Другие специалисты, напротив, отвергают предположение о существовании литературы на армянском языке в дохристианский период. По мнению Роберта Томсона, армяне были знакомы с классической культурой задолго до V века нашей эры — античные источники сообщают о влиянии греческой литературы и идей, особенно в придворных кругах Армении. Что же касается литературы на армянском языке, то она начала своё развитие довольно поздно. Политическая и социальная индивидуальность Армении и армян восходит ко временам Древнеперсидской империи (VI—IV века до н. э.), но национальная армянская литература, по Томсону, была продуктом христианских времён.
Томсон отмечал, что армяне были известны в университетах грекоязычного мира как учителя и учёные, а живший в I веке до н. э. царь Артавазд II завоевал репутацию автора пьес и историй на греческом языке. Как сообщал Плутарх, произведения Артавазда дошли до его времени: «…Артабаз же даже сочинял трагедии и писал речи и исторические сочинения, из которых часть сохранилась». Немецкий историк А. Г. Геерен высказал гипотезу, что историческое сочинение армянского царя могло послужить источником для Плутарха при работе над некоторыми частями его истории, в частности это касается жизнеописания Красса, его восточного похода и битвы при Каррах. Не отрицая такую возможность, У. Тарн полагал, что Артавазд вряд ли обладал историческим мышлением.
Судя по описаниям Мовсеса Хоренаци, историческая литература в Армении, кроме царского двора, существовала также в языческих храмах, в среде жрецов. Храмы и жречество играли огромную роль в экономической, общественной и особенно культурной жизни Древнего Востока и эллинистических государств. Храмы являлись центрами развития культуры — в частности, науки и литературы. Жречество стремилось монополизировать литературную деятельность в государстве. Хоренаци также упоминал храмовые истории, составленные Олюмпом, жрецом святилища Арамазда в Ани-Камах, и сравнивал их с книгами персов и армянскими эпическими песнями. Согласно Мовсесу, во II—III веках Вардесан изучал эти истории и перевёл их на сирийский язык. Полемизируя с Г. Гельцером, К. Тревер в качестве доказательства существования домаштоцевской армянской литературы указывала на сведения об архивах армянских царей в Ани-Камах. Джеймс Рассел полагал, что историк храма Ани мог быть местным жрецом с греческим именем, как и его коллеги в Лидии. 

## Армянская историософия

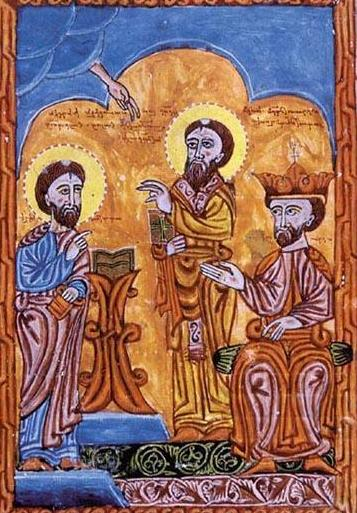
Историк Агатангелос, Григорий Просветитель, и царь Трдат III, рукопись XVI века

С самого начала армянское историописание ставило перед собой как информативную, так и нравоучительную задачи: помочь читателю избежать зла и следовать примерам добродетельного поведения. Ход истории считался результатом Божьего провидения. Роберт Томсон подчёркивал, что моральные идеалы армянских историков формировались под влиянием древнееврейской литературы и больше связаны с борьбой за выживание армянского народа и сохранение его традиций, нежели с христианством. По мнению Томсона, «армянские историки видели параллели между судьбой Израиля и судьбой своей страны». Тара Л. Эндрюс отмечала, что армянская историософия изначально рассматривала прошлое Армении как продолжение библейской истории избранного народа. Петра Коштялова считала, что концепция истории избранного народа является одной из главных особенностей армянской коллективной идентичности. Либо на примере выдающихся подвигов и мудрости своих политических покровителей, либо на более общих принципах, историки стремились учить истинной модели поведения. Томсон считал Агатангелоса, Егише и Мовсеса Хоренаци тремя основными авторами, которые «определили отношение армян к своему месту в мире».
После возникновения ислама в VII веке резкого изменения в понимании целей историописания не произошло. Появились лишь концептуальные вопросы борьбы с новым противником. Согласно Тео ван Линту, эпоха поставила сложный вопрос: «почему арабы, ныне мусульмане, внезапно нарушили существующий порядок вещей». Современник первых арабских нашествий Себеос искал объяснение драматических перемен в библейских пророчествах. В конце IX века восстановление армянского государства подтвердило историософию Гевонда, писавшего об освобождении Армении от мусульманского правления. К этому времени основные концепции и философия армянской истории были уже сформированы. Это касается как теоретических вопросов историописания, его рамок и целей, так и концептуальных вопросов истории армян. Вслед за классиками золотого века в начале X столетия о воспитательной значимости истории писал Ованес Драсханакертци. В начале XI века в обстановке усилившегося давления Византии политические и церковные институты Армении постепенно ослабли. В преддверии больших исторических преобразований Степанос Таронеци предложил своё определение армянской идентичности, которую он основывал на общей культурной памяти и не ставил в зависимость от церковно-политических институтов. По словам Тима Гринвуда, такая структура идентичности была способна преодолеть политические и социальные потрясения. В долгосрочной перспективе она оказалась чрезвычайно устойчивой. Со второй половины XI века перед историками вновь встала задача осмысления причин утраты независимости и завоевания страны, на сей раз сельджуками. Причину, вызвавшую гнев Божий и повлекшую за собой немедленное возмездие, Аристакес Ластивертци видел в грехах армянского народа. Он подчёркивал, что познание прошлого — это способ покаяния и избегания духовной погибели. Как во времена арабов, так и в то время, масштабные трансформации геополитической картины истолковывались посредством Библии. В начале XII века Маттеос Урхаеци адаптировал к туркам образ четвёртого зверя в видении Даниила. Все бедствия — это предупреждения Бога, а изучение истории может служить спасению души. В рамках уже установившейся исторической философии он считал, что «недавние неудачи, которым подверглись армяне, были признаками недовольства Бога своим народом». Продолжались попытки выработки методологических принципов написания истории. Так, в конце XII века Самуел Анеци предложил тройное деление времени на прошлое, настоящее и будущее. Анеци отмечал, что «интересы человечества, кажется, больше связаны с прошлым и будущим, чем с настоящим». Десятилетия спустя Мхитар Анеци понимал исследование прошлого как способ достижения духовного озарения. В армянской версии «Хроники» Михаила Сирийца целью историписания декларировалась борьба с невежеством и наставление христианскому читателю. С XIII—XIV веков некоторые историки в качестве введения армянской истории приводили не только рассказ об Адаме и его потомках, но и размышления о природе самого Бога. Вардан Великий находил, что творчество — это способ познания Творца, совершенное знание принадлежит только ему. Своими изысканиями человек лишь готовиться к пониманию вечных истин. Последующее турецко-персидское иго, аналогично сельджукскому завоеванию и вторжению монголов, объяснялось «греховностью» армян.
Как отмечал оксфордский специалист по древнеармянской литературе Роберт Томсон, средневековые армянские авторы создали собственные высокие идеалы — как религиозные, так и национальные. Хотя они были пропитаны знаниями греческой и сирийской литературы, тем не менее, сумели сформировать оригинальную интерпретацию истории. Их политические, культурные и национальные идеалы и идеи оказали глубокое влияние на коллективное сознание армян. Так, например, политический образ Армении, проецированный в работе Хоренаци, сохранил своё влияние вплоть до современности, как и введённая Егише концепция nahatak — человека отдавшего свою жизнь за защиту веры и страны.

## Историография V—IX веков

### Золотой век: становление исторических идеалов

Великая Армения в I—IV веках, по карте-вкладышу ко II тому «Всемирной истории» (М., 1956) (Заштрихованы земли Великой Армении, отошедшие от неё к соседним государствам после раздела в 387 году). В центре Марзпанская Армения, V—VII века

Как отмечал Джеймс Говард-Джонсон, Армения в поздней античности являлась важнейшей составной частью Закавказья. Занимая обширную географическую зону, армяне представляли собой более могущественную силу, чем их северные соседи, иберы и многочисленные народы Кавказа, а на востоке они вовлекли в свою культурную орбиту албанцев. В начале IV столетия Великая Армения приняла христианство в качестве государственной религии, что привело к появлению ориентации на Западную цивилизацию. Армянское мировоззрение, ранее находившееся в иранской культурной и религиозной орбите, радикально изменилось. Новый «христианский взгляд» стал господствующим и в историографии. В 387 году Армения была разделена между Римом и Персией, притом большая её часть отошла к последней. В 428 году по прошению армянских нахараров сасанидский шахиншах упразднил царскую власть в Армении, и страна впредь управлялась назначаемыми им марзпанами. Придерживающиеся зороастризма Сасаниды неоднократно пытались навязать свою религию недавно христианизированным армянам, что порождало серьёзные конфликты. По итогам Аварайрской битвы 451 года и войны 484 года армяне добились религиозной автономии в границах Персидской империи.
На протяжении примерно столетия после официального принятия христианства Библия была доступна лишь на греческом и сирийском языках. Для осуществления задачи перевода Священного Писания проповедник христианства Маштоц около 406 года создал армянский алфавит, что рассматривается современными исследователями как часть процесса христианизации страны. Вскоре после этого в Армении развернулось массовое переводческое движение, а уже в середине столетия начали создаваться первые оригинальные труды. Несмотря на сложную политическую ситуацию, V век стал золотым веком литературы, а во второй его половине историография достигла наивысшего расцвета. Появилось заметное количество исторических работ, определились основные черты исторической прозы. Начальный этап развития письменной историографии ознаменовался кардинальным изменением принципов сохранения исторической памяти. До этого, как указывал Тео ван Линт, у армян была развитая традиция передачи памяти в устной форме через гусанов — поэтов-исполнителей. Одной из причин успешного развития литературы О. Кудрявцев видел в общедоступности вновь созданного письма: «Этим отчасти и объясняется богатство армянской литературы по сравнению со среднеперсидской». Бурное развитие литературы сразу же после появления письменности Роберт Томсон объяснял знакомством армян с культурой поздней античности и поддержкой со стороны высшей власти — царя и католикоса. Для дальнейшего развития историографии существенную роль сыграли переводы на армянский язык «Церковной истории» и «Хроники» Евсевия Кесарийского. Согласно Томсону, «Церковная история» стала образцом написания истории в христианском контексте, а «Хроника» служила основным источником более поздних знаний об империях древнего мира. Она являлась одним их главных источников о неармянском мире. Принимая «Хронику» в качестве своей модели, армянские авторы отводили равноценное место своей стране в мировой истории. Путём интеграции устных преданий о происхождении армян в эту схему всемирной истории, они демонстрировали древность Армении как особой и самобытной нации. Наряду с этим, по мнению Тео ван Линта, религиозная борьба с персами на протяжении V столетия оставила глубокий отпечаток на историографии. Мотив преданности Родине и христианской вере в работах ранних классических историков стал частью исторического мышления. Иной особенностью исторических работ этого периода, согласно Таре Л. Эндрюс, является то, что они написаны с позиции сасанидской половины Армении, и содержат мало информации об отношениях с западным миром. Французский арменист Жан-Пьер Маэ характеризовал доарабскую армянскую историографию как библейскую, национальную, унитарную и мамиконяновскую, то есть сосредоточенную вокруг ведущей знатной семьи в стране после ухода Аршакидов с исторической сцены. Из числа историков к золотому веку армянской литературы традиционно относятся Корюн, Агатангелос, Егише, Фавстос Бузанд, Лазар Парпеци и Мовсес Хоренаци.
Первым известным оригинальным историческим трудом, написанным на армянском языке, является написанное Корюном, учеником Маштоца, произведение «Житие Маштоца». В «Житии», созданном между 443 и 450 годами, автор описал жизнь своего учителя, историю изобретения армянского письма, открытия первых школ и зарождения армянской литературы. Для Корюна Библия и Ветхий Завет — свидетельства истории богоизбранного народа. В своей философии истории он предложил расширенную трактовку этой концепции, считая христиан, и в данном случае армян, новым народом Божьим. Основанием для этого он считал появление христианской эры и обращение в неё армян. Как отмечал Жан-Пьер Маэ, история армян после их крещения приобрела в глазах Корюна то же значение и ту же ценность, что и Священное Писание.

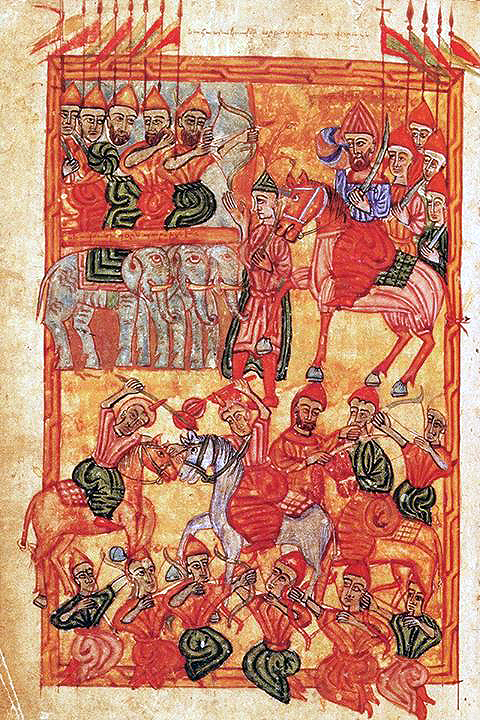
«О Вардане и войне армянской» Егише, рукопись 1569 года

Труд Корюна послужил одним из источников «Истории Армении» Агатангелоса. Книга, написанная в последней трети V века, содержит важные сведения о социальной структуре Великой Армении периода царствования Трдата III, о принятии христианства в качестве государственной религии, о деятельности Григория Просветителя и о борьбе против древнеармянской религии. В целом «История Армении» охватывает более чем столетний период с 224 года до времени смерти Григория примерно в 330 году. Сохранившийся текст является редакцией VII—VIII веков. Труд очень рано был переведён на другие языки: в V веке — на греческий, в VII—VIII веках — на арабский; сохранились различные версии «Истории» в средневековой латинской, эфиопской и славянской литературах. Агатангелос стал первым автором, который повлиял на формирование представлений об истоках христианства в Армении. Времена жизни и деятельности Трдата III и Григория Просветителя, описанные Агатангелосом, впоследствии стали для армян образом золотого века их истории. Многие столетия их авторы писали о необходимости восстановления независимости Армении, понимая под этим восстановление светской и духовной власти потомков Трдата и Григория.
Как и Агатангелос, историк Егише стал важнейшим автором, повлиявшим на последующих армянских летописцев. Ему принадлежит сочинение «О Вардане и войне армянской», в котором изложена история Армении с 428 по 465 годы. Труд повествует о событиях со времени падения армянского государства Аршакидов до Аварайрской битвы 451 года, включая сведения о ходе самой битвы. Аналогично Корюну, Егише принимал историософию богоизбранности армянского народа. Используя широкий спектр литературных источников, в том числе Маккавейские книги, Егише проводил параллели между историей армян и евреев, которые боролись за свою религиозную свободу. У Егише было два приоритета — запись истории и создание кодекса поведения для будущих поколений, он заявлял о нравственном долге историка. Так, согласно Говарду-Джонсону, моральные идеалы Егише — это прежде всего защита армянских традиций, поощрение добродетели и осуждение порока.
Несколько меньшее влияние, чем Егише, имела история Фавстоса Бузанда. Его «Бузандаран патмутюнк» сохранилась частично: в ней отсутствуют первые две главы о дохристианской эпохе. Книга написана в 470-е годы — в период подготовки восстания армян против Сасанидов. Летопись ценна для понимания социально-политической и культурной истории нации в переходный период между 330—387 годами. В противоположность Агатанеглосу, Фавстос демонстрировал, что христианизация Армении было долгим и постепенным процессом. В произведении нашли своё отражение римско-армянские и армяно-персидские отношения. С «Бузандаран патмутюнк» возникает непрерывность армянской историографии, когда каждый историк рассматривал свой труд как часть некого единого непрерывного повествования. Фавстос начинал историю с даты, где прерывается рассказ Агатангелоса. По выражению Тео ван Линта, Бузанд «строит свою работу как кирпич в стене здания армянской историографии».
Спустя несколько десятилетий Лазар Парпеци считал свою историю продолжением «Бузандаран патмутюнк». Хотя Парпеци был невысокого мнения о Бузанде, следуя сложившейся историографической традиции, он ссылался на Агатангелоса и Бузанда как на своих предшественников. Парпеци считал своей задачей историческое упорядочивание разнообразных событий прошлого Армении. Из биографических данных известно, что некоторое время он являлся настоятелем Вагаршапатского монастыря, откуда был вынужден уйти под давлением консервативной фракции духовенства. Свою «Историю Армении» Лазар написал на рубеже V—VI веков, примерно в 500 году. Она состоит из трёх частей, охватывая период с Первого раздела Армении в 387 году до конца V века. Книга повествует о восстаниях армян против персидского владычества 449—451 и 481—484 годов, о восстановлении армянского самоуправления. Повествование Парпеци уточняет и дополняет работу Егише.

#### Создание первой всеобщей истории Армении: Мовсес Хоренаци

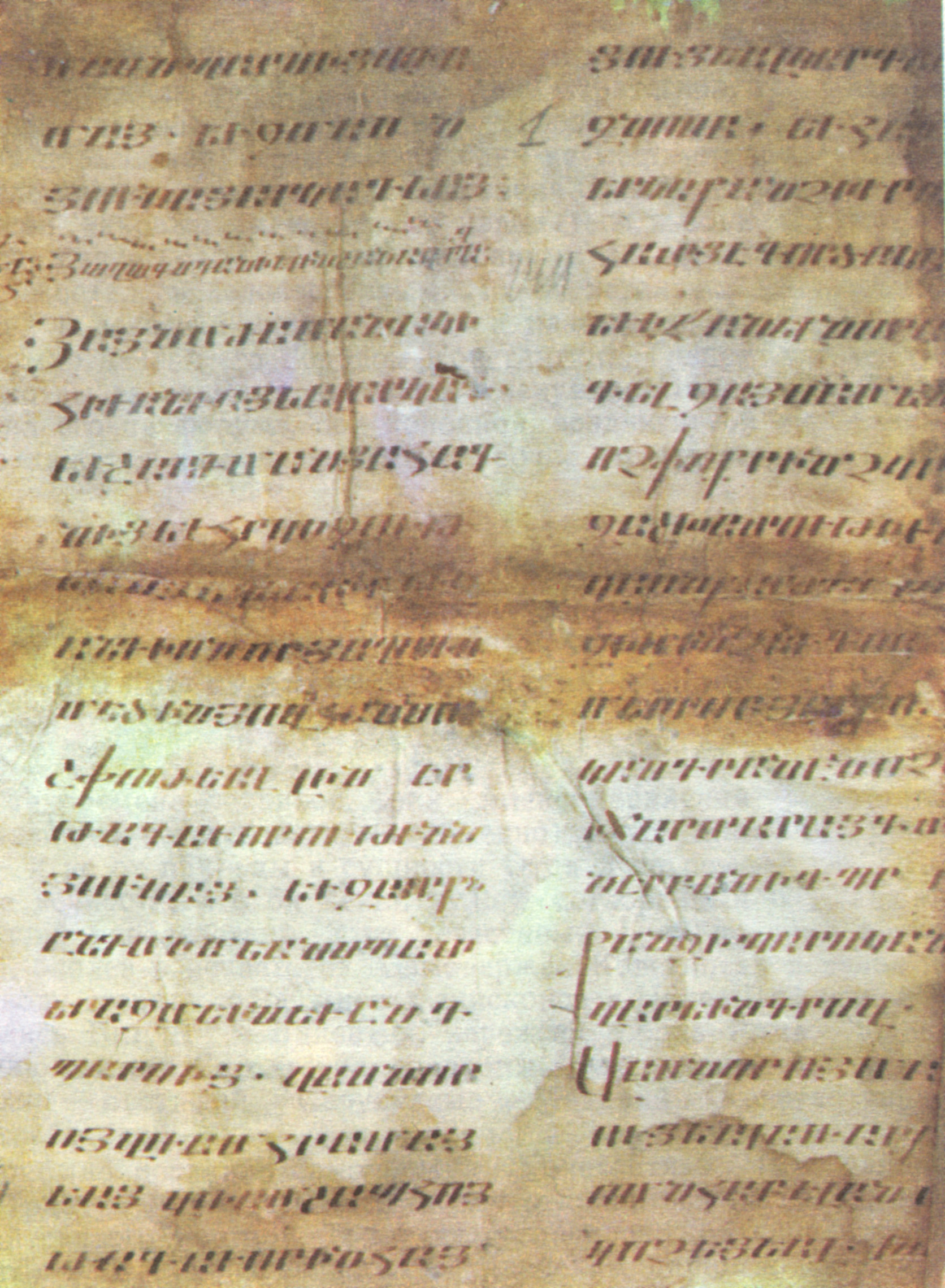
«История Армении» Мовсеса Хоренаци. Страница рукописи X—XI веков

Крупнейшим историком раннего классического периода считается Мовсес Хоренаци — автор монументального труда «История Армении». Согласно господствующему мнению, Хоренаци работал в V веке, однако ряд специалистов считают его автором, жившим в VII—IX столетиях. Так, например, Говард-Джонсон относил время его жизни к началу VIII века.
«История Армении» Хоренаци — первая всеобщая история Армении, а её автор — первый армянский историк, который подробно раскрывает цели и методы исторического труда. Хоренаци использовал большое количество внешних источников, широкий спектр греческой светской и церковной литературы. Надёжность, лаконичность и хронологическая точность повествования сближает его с работами авторов классической древности. Для соблюдения этих основ Хоренаци принимал метод сравнительного анализа источников. Помимо этого, историк ценил важность устных сказаний, хотя указывал на их символическое, а не буквальное значение. По мнению Тео ван Линта, Хоренаци вместе с Фавстосом Бузандом является главным автором, который записал и сохранил фрагменты армянской дохристианской устной литературы. С помощью включения этих преданий в рамки «Хроники» Евсевия он ставил Армению в контекст истории древнего мира. Как и Евсевий, Хоренаци начинал повествование от сотворения мира в соответствии с Книгой Бытия. Согласно созданной им концепции, через Иафета и Фогарму генеалогия армян восходит к библейскому Ною. В трёх книгах он вёл изложение начиная с легендарных времён, рассказывал об известной роли Армении между Парфией и греко-римским миром, и завершил описанием событий христианского времени. Как отмечал А. Новосельцев, грандиозную для того времени задумку историк осуществил блестяще, и хотя он не является первым по времени армянским историком, был прозван «отцом армянской историографии». Это прозвище встречается уже в X столетии.
Согласно «Оксфордскому словарю Византии», Хоренаци был первым армянским историком, который разработал чётко определённую историософию. По мнению Роберта Томсона, работы Хоренаци, Егише и Агатангелоса являются одними из основных источников для понимания армянского взгляда на историю и их традиционных ценностей. В противоположность Егише Хоренаци ставил акцент на светские добродетели. Согласно Говарду-Джонсону, не отрицая духовные ценности либо благочестивые поступки, Хоренаци видел главной целью истории запись великих дел для грядущих поколений. Рассматривая «Иудейскую войну» Иосифа Флавия как источник, описывающий роль Армении в истории римско-парфянского конфликта, он использовал её как литературную модель, конструируя образ Армении как небольшой страны, история которой достойна известности во всём мире.
Хоренаци оказал наибольшее влияние на последующие поколения и был одним из самых читаемых авторов в армянской культурной среде. Почти все средневековые армянские историки следовали концепции Хоренаци, который писал историю от Адама до своего времени, подчёркивая единство истории сотворения мира и армянского народа. В течение всего остального Средневековья армянская историография следовала принципам и методологическим установкам Хоренаци. Демонстрируемое им славное прошлое Армении как страны, которая отстаивала свои права в сношениях с великими империями древности, осталось источником вдохновения для последующих поколений.

### Дальнейшее развитие историографии

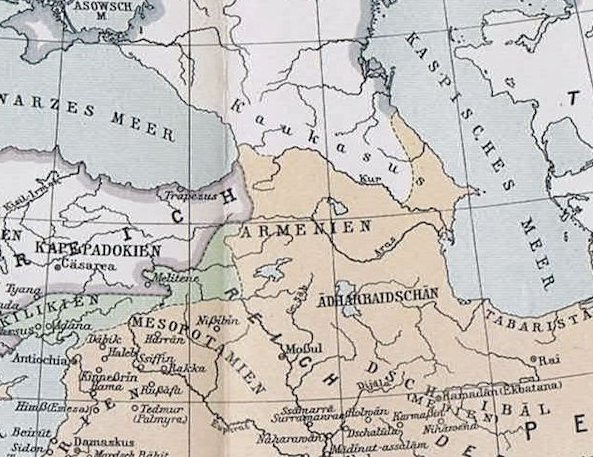
Армения в границах Арабского халифата, около 750 года

В течение почти всей второй половины VI века Армения являлось ареной ирано-византийской войны, а в 591 году, спустя примерно два столетия, она снова подверглась разделу. За оказанные услуги недавно пришедшему к власти молодому шаху Хосрову II император Маврикий получил от него большую часть сасанидской половины страны. Во внешних византийских и сирийских источниках армяне фигурируют в качестве ключевых игроков в войнах между крупнейшими державами региона — Византией и Персией. По разным военно-политическим соображениям армянские солдаты вместе с семьями сознательно были перемещены в разные районы Византийской империи. На востоке проводилась аналогичная политика, и армяне были обязаны пройти военную службу в сасанидской армии. Так образовывались армянские колонии за пределами Армении.
Историография в VI столетии переживала спад; из этой эпохи сохранилась лишь «Хронография» Атанаса Таронаци. Автор сообщал важные хронологические указания, особенно по истории первых веков нашей эры. В качестве исторических источников Таронаци использовал труды историографов V века, в связи с чем его «Хронография» приобрела особую важность для составления критических текстов армянских историографов предыдущего периода. Как и его предшественники, Таронаци вёл изложение по правлениям царей, однако после 552 года историки использовали армянскую эру летоисчисления.
Падение Сасанидской империи и установление арабской гегемонии в Армении примерно в 650 году резко изменило политический ландшафт. Армянам пришлось адаптироваться к жизни в границах нового исламского мира. Средствами противостояния вновь появившимся вызовам стали горные крепости, старинное местное дворянство и новая христианская религия. Начиная с поздней античности последний играло важную роль в сохранении идентичности и полунезависимости армян. Джеймс Говард-Джонсон подчёркивал постоянное осознание армянскими историками опасного положения своей страны между большими державами региона. В историописании были и новшества, а именно расширился географический охват сообщаемых сведений. Так, если до VII века происходящие в соседних государствах события упоминались только когда они имели непосредственное отношение к Армении или деятельности отдельных видных армян, то впредь это положение изменилось. Согласно Таре Л. Эндрюс, после захвата Иерусалима в 637 году армянским историкам было необходимо объяснить усиление арабов, с которым их светская и духовная элита стремилась прийти к примирению. В отличие от работ предшествовавших V—VI веков, в которых преобладала тенденция фокусироваться только на Армении, новые труды стали хронологически и географически более универсальными. Распад старого миропорядка, который позволял Армении балансировать между двумя великими державами — Римом и Персией — привёл к необходимости нового взгляда на исторический процесс. Историки стремились понять географически отдаленные события, которые влияли на судьбу их страны. Вместе с тем армянская философия истории не претерпела резкого изменения. В историографии характерными стали апокалиптические представления, пророчества, видения и плач, хотя они присутствуют не во всех памятниках, с созданием «Ашхарацуйца» зародилась историческая география. В тот же период, а именно в 696—697 годы, был осуществлён перевод «Церковной истории» Сократа Схоластика, который так же, как ранее переведённые «Хроника» и «Церковная история» Евсевия, повлиял на формирование оригинальной литературной традиции. На фоне полной смены мирового порядка, историография играла важную роль в описании и сохранении армянской идентичности. Из-за угрозы принудительного обращения в ислам ещё большее значение в исторической литературе, поддерживаемой дворянством и церковными лидерами, приобрела тема приверженности христианству.

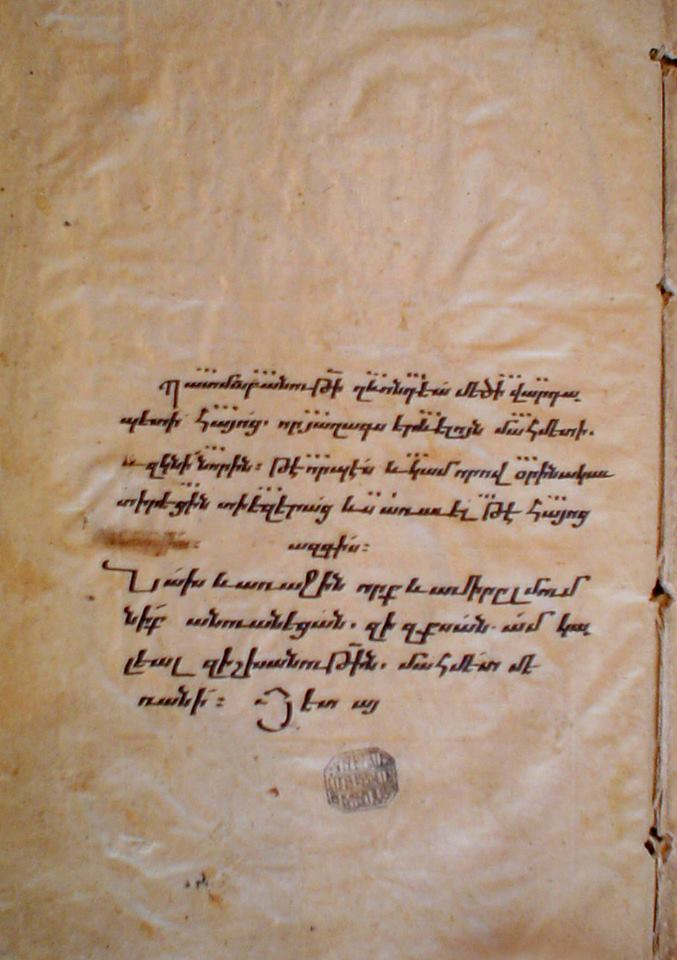
Страница из «Истории Халифов» Гевонда

Проблема появления ислама как новой силы впервые была рассмотрена в написанном в 650—660-х годах труде «История императора Иракла» Себеоса, одного из важнейших свидетелей арабских завоеваний. Ряд исследователей называют его единственным значительным немусульманским автором, писавшим о начальном периоде арабской экспансии. Себеос представил состояние Армении в контексте византийско-сасанидских отношений. Его основная тема охватывала период VI—VII веков — время царствования Хосрова II и ранней мусульманской экспансии. Особое внимание уделялось Армении на международной арене. Кроме данных о появлении арабов в Армении, в книге описаны персидские походы византийского императора армянского происхождения Ираклия I, продвижение ислама и распад Персидской империи. Себеос считал себя продолжателем историографической традиции. В своей историософии он не отмечал явные цели истории. Вероятное объяснение этого заключается в том, что он считал эту задачу решённой своими предшественниками. Он был первым в армянской историографии, в чьих произведениях зазвучали апокалиптические ноты. Историк интерпретировал пророчество Даниила о четырёх зверях в рамках современной ему политической конъюнктуры։ это были греки, персы, народ Севера и мусульмане, Себеос говорил о близком конце света. Себеос также являлся первым автором, который обращал внимание на судьбу армянской диаспоры. В его тексте отмечается осознание роли церкви и языка как инструментов сохранения национальной идентичности.
Несколькими десятилетиями ранее апокалиптические идеи содержала «История страны Алуанк» Мовсеса Каганкатваци. Труд в значительной степени представлял собой компиляцию из произведений предшествовавших армянских историков. В X веке он был дополнен новыми данными и переработан. Главную цель историописания, согласно Роберту Томсому, автор видел в сохранении памяти об иерархическом порядке местных дворянских семей.
Ещё одним историком, описавшим период арабского гнёта, был Гевонд, творивший в конце VIII века. «История Халифов» Гевонда была написана вскоре после 790 года, она начинается примерно там, где закончил свою историю Себеос, и доведена до 788 года. Последнюю часть повествования автор писал как непосредственный очевидец событий. «История Халифов» рассказывает об установлении арабского господства в Армении, а также о многочисленных восстаниях 703, 748, 762 и 774—775 годов. Силовое подавление этих выступлений и гонения на религиозной почве заставили Гевонда говорить о необходимости освобождения Армении от иноземного гнёта, что противопоставлялось пессимистической позиции Себеоса. Если Себеос объяснял установление мусульманской гегемонии над Иерусалимом и большей частью христианского Востока греховностью христиан, порядочностью и умеренностью арабов, то Гевонд основывал свою позицию на соглашении между католикосом Сааком III и арабским губернатором Мухаммедом ибн Марваном о защите и уважении подданных армян. Бог позволит мусульманам господствовать над христианскими землями до тех пор, пока они сдерживают это обещание.
Приблизительно в это же время написана «История Тарона», посвящённая одноимённой области исторической Армении. Древняя часть этого сложного сочинения опирается в основном на предания, которое свидетельствует о длительном существовании в Армении дохристианских обычаев и их остатков. Труд написан простым стилем и близким к разговорному языком. Условно он состоит из двух частей. Автором первой части книги выступает некий монах Зеноб Глак, якобы являвшийся современником Григория Просветителя, в то время как вторая часть повествования приписывается Иоанну Мамиконяну. Господствует мнение, что обе истории были составлены в конце VIII века.
Р. Томсон отмечал, что работы поздних писателей не достигли классического статуса Егише или Мовсеса Хоренаци. Вместе с тем они важны и как исторические источники, и как выражение армянского культурного этоса.

### Церковная историография
За исключением «Опровержений лжеучений» V века Езника Кохбаци, ранняя критическая литература была направлена против остатков дохристианской веры. Езник помимо греческих философов и маздеян, рассматривал также маркионитов. Ситуация изменилось после Халкидонского собора 451 года, признание которым двух природ во Христе армяне не одобрили. Христологическая доктрина Армянской церкви была разработана в VI—VII веках на соборах в Двине и окончательно сформулирована в 726 году на Маназкертском соборе.
В идеологическом отношении решающим стал раскол между Армянской и Грузинской церквями в начале VII века, после которого Армянская церковь перешла на открытое опровержение халкидонизма. Из-за преобладающей роли церкви с самого раннего периода армянской словесности, многие авторы обратили внимание на вопросы доктрины, церковного управления и борьбы с еретикам. В числе таких сочинений «История Эфесского собора» автора второй половины VI века Абраама Мамиконеиц.
Несмотря на раскол, греки ещё долго стремились распространить среди армян халкидонство, но их попытки наталкивались на противодействие. Тема этого сопротивления занимает важное место в работах VII—VIII веков. Отношение армян к национальной церкви, однако, было различным, нередко они примыкали к доктринальной позиции Византии. VII столетие принято считать эпохой наибольшего расцвета армяно-халкидонитской церкви, когда патриарший престол занимали три католикоса-халкидонита.
Сложные перипетии церковной истории нашли своё отражение в сборнике документов «Книга писем». Она полностью игнорирует период между 618 и 703 годами, когда позиции нехалкидонского вероучения были серьёзно расшатаны, и содержит только богословские взгляды лидеров Армянской церкви. В книге собрана переписка армянских церковных деятелей V—XIII веков. События того времени с халкидонской позиции можно проследить по более позднему греческому переводу церковной истории конца VII века — «Narratio de rebus Armeniae» («Повествование о делах армянских»), армянский оригинал которой был составлен в кругах армян-халкидонитов. Книга охватывает примерно трёхсотлетний период IV—VII столетий. Эндрюс обращала внимание на аспекты армянской идентичности в сочинении: истинным армянином оставался даже тот, кто уже отрекся от национальной церкви. Томсон отмечал, что создание таких текстов демонстрирует осознание армянами длительной и специфически национальной церковной традиции прошлого.
Противоположную, миафизитскую точку зрения отражает состоящая из двух частей и написанная в то же время «Анонимная хроника». Тим Гринвуд приписывал её авторство Филону Тиракаци и считал её переводом с греческого. По его мнению «Анонимная хроника» является синоптической церковной историей и краткой всеобщей хроникой, близкой к утраченной хронографии Анниана Александрийского. Тара Эндрюс допускала, что автором хроники был Анания Ширакаци. Поддерживая эту версию, Роберт Томсон указывал, что с этого времени становились всё более популярным хроники — труды, в которых события излагались в хронологической последовательности.
В сочинении «О монастырях в святом городе Иерусалиме» Анастас Вардапет дал перечень семидесяти армянских монастырей Иерусалима. По мнению исследователей, этот труд был написан между VI и VIII веками, хотя некоторые из них считают сообщаемое количество монастырей преувеличенным. Присутствие армянских паломников и монахов с Кавказа на Святой земле подтверждается лапидарными надписями на армянском языке датированными V—VI веками.

### Создание армянской эры летоисчисления и историография

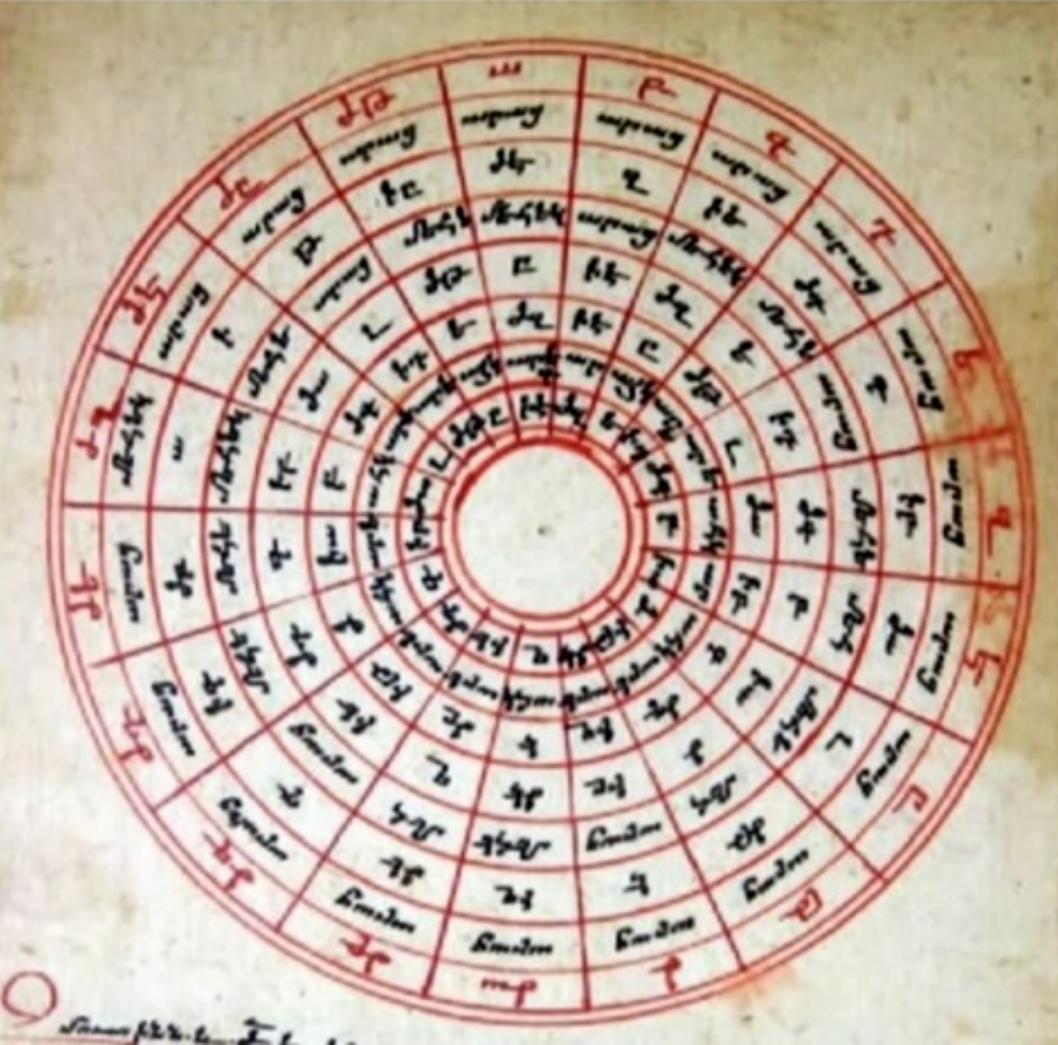
Страница из средневековой календарной рукописи

До середины VI века историки вели изложение по правлениям царей, однако после 552 года использовали армянскую эру летоисчисления. Календарь был принят на Двинском соборе, отсчёт времени вёлся от 11 июля 552 года. Вопрос создания армянской эры летоисчисления был рассмотрен в 554 году во втором Двинском соборе, однако официально был принят только в 584 году. Тим Гринвуд из Сент-Эндрюсского университета объяснял создание армянского календаря стремлением показать свою культурную равноценность: тем самым армяне желали демонстрировать существование «системы армянского времени». Отныне он будет функционировать наряду с другими мировыми календарными эрами. Польский арменист Кшиштоф Стопка отмечал, что в начале X века историк Ованес Драсханакертци выражал свою гордость существованием национального календаря․
В конце XI века Ованес Саркаваг создал армянский малый календарь, исходной датой которого был 1084 год. По сравнению с первым, он применялся сравнительно мало. В ещё меньшей степени армянские историки и летописцы использовали другие календарные системы, включая как местные, так и иностранные. Из числа тех, которые велись «От сотворения мира» практиковались в основном следующие четыре: 1) Константинопольская эра, 2) от Сотворения по Септуагинте, 3) Александрийская эра, 4) календарь Анания Ширакаци. Кроме того, в источниках встречаются хронология От Рождества Христова, Индиктион, Юбилейный год, хронология по Олимпиаде.

## X—XII века

### Историография эпохи Багратидов

Армения в эпоху Багратидов (885—1064)

В IX столетии ослабление халифата заставило арабов перейти к более гибкой политике в отношении Армении. Уже во второй половине века в борьбе против арабского господства наметились тенденции к объединению Армении в единое государство. Коронация в 885 году князя князей Ашота Багратуни как царя восстановила армянскую государственность, благодаря чему «миновала непосредственная опасность физического уничтожения». Реставрация государственности осознавалась средневековыми историками как восстановление Багратидами древнего царства Великой Армении времён Аршакидов. Как писала Тара Л. Эндрюс, в течение более четырёх столетий отсутствия независимости армяне сохранили свою идентичность «никогда полностью не становясь ни Западом, ни Востоком».
Роберт Томсон отмечал, что к X веку уже были написаны основные исторические сочинения, которые повлияли на армянское представление о своём национальном предназначении. В летописях начала X века рассказы всё ещё могли быть составлены на основе дихотомии борьбы между нечестивым внешним угнетателем и армянским народом — в соответствии с моделью ранних армянских авторов. Согласно Тиму Гринвуду, крах Аббасидского халифата, однако, привёл к сильному преобразованию политического контекста. Нынешняя угроза для армянской идентичности более не лежала на юге или востоке в лице зороастрийского или исламского государства. Угроза исходила с запада, со стороны диофизитской Византии. К концу X века эти перемены вызвали необходимость нового подхода к прошлому. Прежде чем приступить к основному описанию, начиная с X века историки, как правило, давали краткое изложение более ранней истории Армении. Модель повествования от сотворения мира до современности была перенята у Мовсеса Хоренаци.
Новое тысячелетие начиналось привычной для армянских авторов политической и религиозной напряжённостью. Главными хранилищами исторической памяти и интеллектуальной традиции были монастыри, разбросанные по всем регионам и уголкам страны. В течение X—XI веков армянские цари из династии Багратидов покровительствовали развитию письменной культуры. Как отмечала «Британская энциклопедия», никогда ещё после V века армянская культура не процветала столь беспрепятственно. Туманов характеризовал это время как «Багратидское возрождение». Мощная историографическая традиция, поддержанная в «эпоху правителей Багратидов», привела к созданию новых трудов как регионального, так и национального масштаба. Восстановленное Армянское царство просуществовало около 150 лет, в течение которых страна переживала расцвет. Результаты развития экономики проявлялись во многих сферах, значительно расширились города. В то же время структура армянского общества осталась прежним.
«В ряду армянских историков первое место занимает знаменитый Агафангел, являющийся повествователем дивных чудес, [совершённых] св. Григорием, его мучений и нашего богопознания; — за ним великий Моисей, равный Евсевию, называемый отцом грамматиков; далее Ех’ише вардапет — историк Вардана и его сподвижников, изобразивший мученическую кончину святых иереев; потом историк, ритор Лазарь п’арпский; Фауст византийский; епископ Себеос, написавший историю [императора] Ираклия; иерей Х’евонд — историк нашествия на Армению татчиков и претерпенных ею от них жестокостей; наконец [относящаяся] к последним временам Истории: Шапуха багратуни и армянского католикоса, владыки Иоанна, [живших] во времена первых царей Багратидов».
В конце IX века жил Шапух Багратуни, труд которого в настоящее время утрачен. Изданная в начале XX века анонимная история, считавшаяся потерянным трудом Шапуха Багратуни, оказалась собранием легендарных рассказов — в основном, о династии Арцруни, а не Багратуни, к которым относился Шапух. В дальнейшем книга Шапуха Багратуни служила для некоторых летописцев основным источником о возвышении рода Багратидов.
Памятником региональной историографии была  «История дома Арцруни» Товма Арцруни, написанная между 903—908 годами. Арцруни начинал с рассказа об истоках армянского народа и завершил событиями 904 года. Хотя в книге содержатся важные сведения об истории всей страны, начиная с древнейших времен, но особенно подробно в ней изложены события в южной Армении (в области Васпуракан) во второй половине IX — начале X века. Среди основных его источников были предшествовавшие армянские историки, из коих поименно он упоминал Хоренаци, Корюна и Егише. У последнего Товма позаимствовал исторические модели для описания борьбы с мусульманами, у Хоренаци изящный стиль и принципы достоверности, надёжности, строгой хронологии изложения. Позже анонимный автор довёл его повествование до 1121 года.
Историческим трудом национального масштаба стала «История Армении» католикоса Ованеса Драсханакертци, современника Арцруни. Книга имеет большую источниковедческую ценность для изучения отношений с арабами, учитывая, что сам Драсханакертци был непосредственным участником событий описываемых в последних главах его летописи. Приняв в 898 году сан католикоса он стал важной фигурой в происходящих событиях. Согласно Томсону, история Драсханакертци уникальна в армянской историографии тем, что его автор был лично вовлечён в национальные и международные процессы. Это был первый армянский историк имевший собственный политический опыт. Следуя установленной Хоренаци традиции, повествование Драсханакертци начинается с древнейших времен, однако основная часть работы посвящена периоду 890—920-х годов. В своих политических взглядах историк решительно поддерживал независимость Армении от Византии, выступал с позиции сохранения сильного централизованного государства.

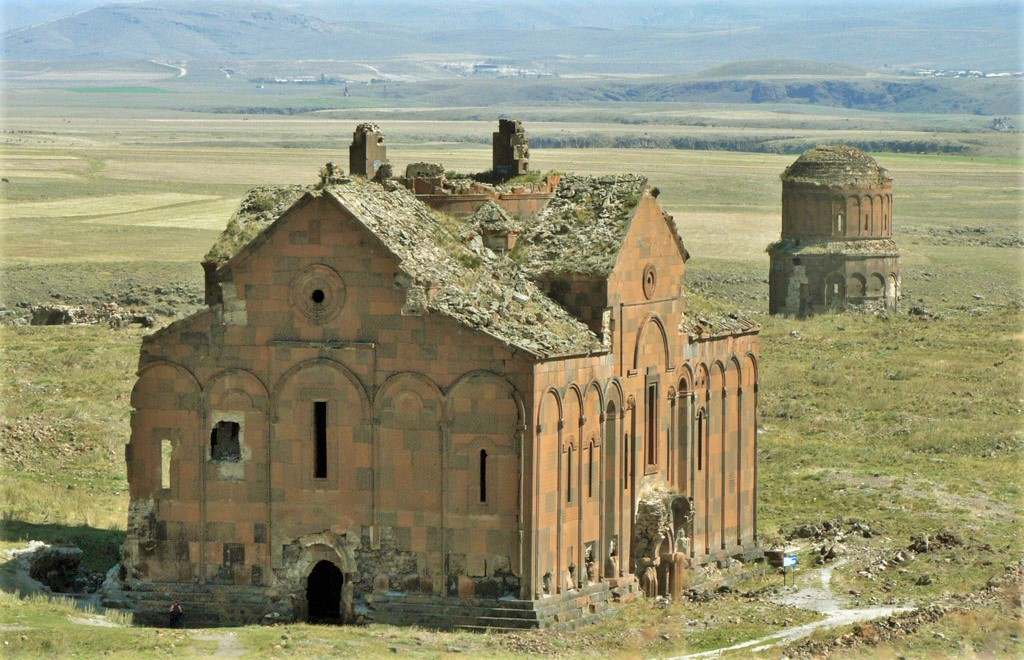
Кафедральный собор (989—1001) и Церковь Святого Спасителя (1035) в Ани

В конце X века историю Армении написал Ухтанес. Об этом авторе известно мало, вероятно, он был епископом Севастии в период, когда армянские колонии расширялись на запад по другую сторону Евфрата. Первая часть книги — это краткое изложение истории до царя Трдата, вторая часть посвящена истории раскола Армянской и Грузинской церквей в начале VII века. Последний раздел истории, посвящённый армянам-халкидонитам, ныне утерян. Ухтанес твердо защищал христологические воззрения Армянской церкви. Его труд ценный памятник переосмысления христианского прошлого, темы, которая стала одной из важнейших в армянской средневековой историографии.
Ещё одной летописью общенационального охвата стала «Всеобщая история» Степаноса Таронеци, законченная в 1004 или в начале 1005 года. Работа состоит из трёх книг. «Британская энциклопедия» охарактеризовала её как надёжный и хорошо изложенный источник. Таронеци следовал принципу точной хронологии Мовсеса Хоренаци, указывал перечень предыдущих историков армян, на которых основывается его литературное начинание. Томсон считал инновацией в армянской историографии разделение Степаносом своего материала на три части: политической истории, религиозной и культурной. С точки зрения Тима Гринвуда новшеством стала тщательная организация внутренней структуры и пропорциональности разделов сочинения. Согласно Гринвуду, во «Всеобщей истории» Степанос Таронеци стремился показать суверенность и равноправность Армении в её многовековых отношениях с великими державами. Степанос демонстрировал непрерывность её историографической традиции на собственном языке и письменности — чрезвычайно устойчивыми маркерами армянской идентичности. По словам Тео ван Линта, автор видел своей целью создание книги, который поможет будущим поколениям жить праведно до конца времён.

### От падения Армянского царства Багратидов до коронации Левона II

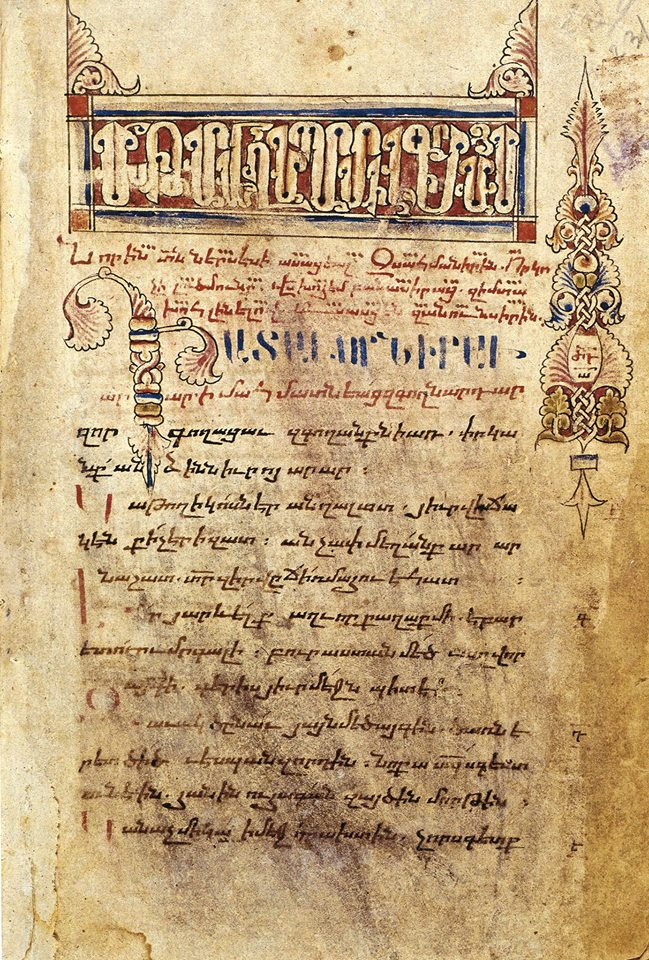
Страница из «Истории» Мхитара Анеци, рукопись 1321 года

В 1045 году Армянское царство было захвачено Византийской империей, после чего Армения подверглась вторжению сельджуков, которые в 1064 году захватили бывшую армянскую столицу Ани. Ни обложение налогами со стороны Византии, ни последующие сельджукские нашествия, однако, не смогли полностью приостановить культурное и экономическое развитие. Создавались новые исторические труды, продолжали действовать образовательные центры при крупных монастырях в Ахпате, Санаине, Татеве и т. д. XI век стал поворотным в политическом аспекте, однако разрыва традиционной литературной жизни не отмечалось. Вместе с тем, сельджукское завоевание привело к началу процесса массового исхода армянского населения из Армении в Грузию, Крым, Северный Кавказ, Каппадокию, Сирию и особенно в Киликию. Петер Коу писал, что эти общины впоследствии сыграли свою роль в обогащении национальной культуры. Начиная с XII века историография развивалась также в диаспоре.
Другим крупным событием, затронувшим армянскую действительность, стали крестовые походы. Ко времени первых крестовых походов армянская историографическая традиция существовала уже более шестисот лет, на протяжении которых армяне прошли через сложные исторические испытания. Приход крестоносцев они обычно оценивали положительно, в отличие от такого бедствия, как прибытие турок. Имея за плечами долгий исторический опыт летописцы оглядывались назад в желании найти связи с прошлыми событиями в истории Армении. В своём видении о будущем они верили в наступление эпохи мира и благополучия. В то же время, по мнению Роберта Томсона, принесённые крестоносцами западные культурно-общественные традиции мало повлияли на историографию. Потеря государственности на Армянском нагорье привела к исчезновению старых аристократических домов. Историография, за некоторыми исключениями в Киликии, ещё больше стала рассматриваться как церковная дисциплина. Миссию увековечивания исторической памяти взяли на себя католикосы, которые часто поручали монахам написание отдельных трудов. Армянские историки нередко приводили списки своих предшественников, что показывает осознание ими принадлежности общему литературному процессу. С XII века широко развивался хронографический подход, историописание переживало новый подъём, который длился около двух столетий.
Начиная с Аристакеса Ластивертци, задачей историков стало осмысление утраты армянской государственности и сельджукского завоевания в контексте национальной историографии. Его «Повествование о бедствиях армянского народа» написано в 1072—1079 годах как непосредственное продолжение истории Степаноса Таронеци. В сочинении описаны знаменательные события 1001—1071 годов: падение Армянского царства Багратидов, разрушение сельджуками города Ани и их дальнейший триумф. Аристакес имел моральный взгляд на историю. Постигшие беды он считал божественной карой армян за их греховность с помощью других рас. Историк полон пессимизма, для объяснения произошедших катаклизмов он пытался извлечь уроки из Ветхого Завета и армянской истории, сохранить традиционное понимание армянского общества.
Как и Аристакес, армянин из Эдессы Маттеос Урхаеци считал своим долгом оставить летопись о страданиях, которые армянский народ испытал от «турок и их римских братьев». Его отличие от Аристакеса состояло в том, что Урхаеци вернулся к более традиционным для армян додетерминистическим моделям исторической философии. Книга представляет собой подробную летопись событий 951—1136 годов. Последняя часть «Хроники» написана предположительно в конце 1137 года. В числе источников Урхаеци была ныне почти полностью утерянная «Хронография» XI века Акопа Санахнеци, который, как предполагается, воспользовался архивами Багратидов. Позже Григор Ерец продолжил этот труд, доведя повествование до 1162 года. Хотя, подобно Маттеосу, он сохранял стиль всемирной хроники и в большинстве случаев указывал даты, Григор, всё же, менее методичен. Последний изображал армян как находящийся под угрозой народ, и считал, что турки и византийцы иногда координировали против него свои военные действия. Эндрюс называла эту работу первой армянской историей, написанной в диаспоре после падения Армянского царства.

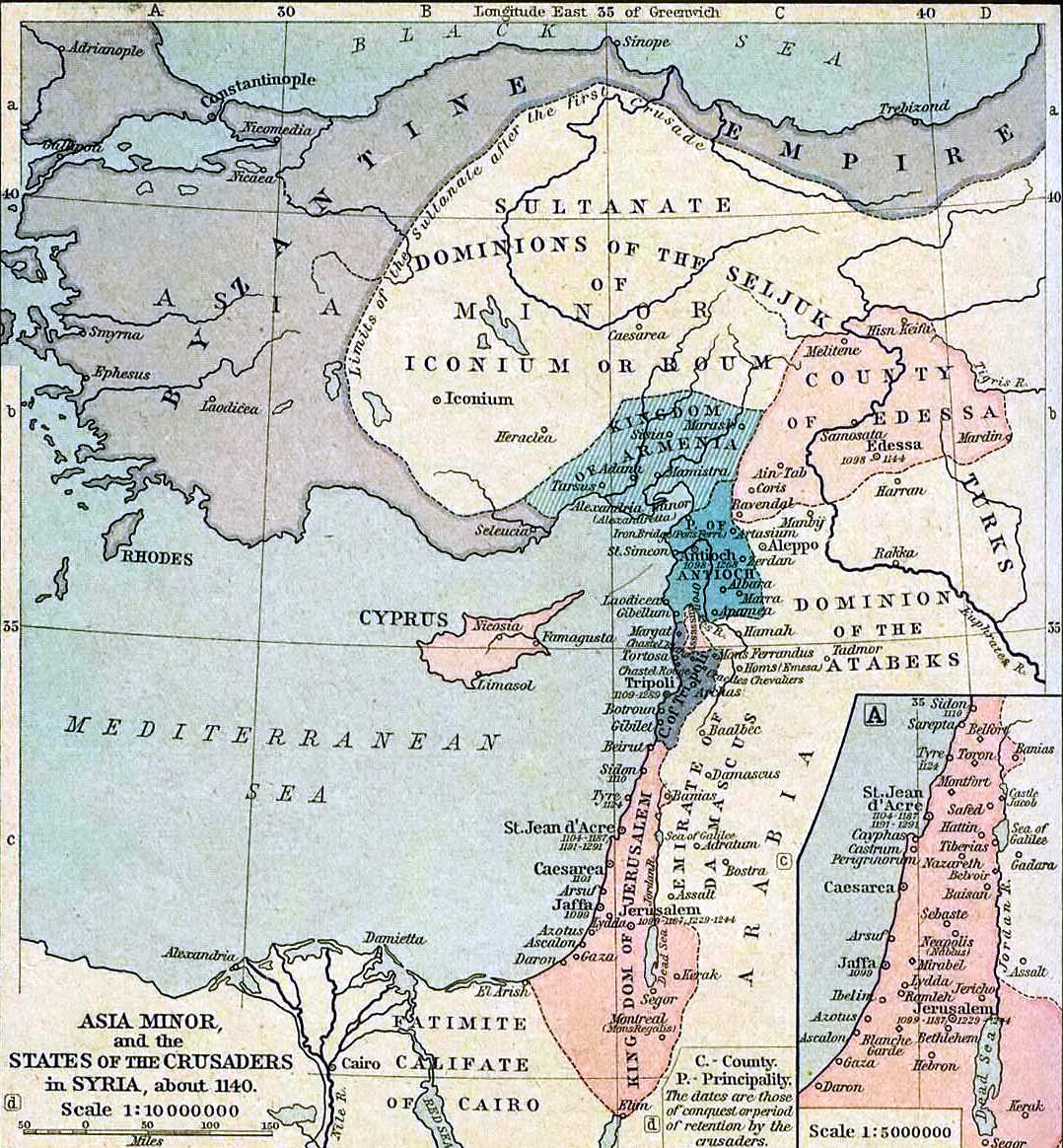
Киликийское армянское государство и соседи около 1140 году

Несколько позже «Хронология» Самуела Анеци стала ещё одним крупным историографическим начинанием того времени. Она состоит из двух частей, до и после рождества Христова, и повествует об истории до 1182 года. Позднее работа была дополнена. Подобно «Хронике» Евсевия, она написана параллельными колонками и полностью хронологическая. Для достижения согласованности между расходящимися датами источников он принимал сравнительный метод. В начале книги Анеци перечислял предшествовавших ему некоторых армянских историков — это Агатангелос, Хоренаци, Егише, Парпеци, Себеос, Гевонд, Шапух, Драсханакертци, Асогик.
Другой историк из Ани, Мхитар Анеци, примерно в 1193 году написал «Историю» — очевидно, по просьбе настоятеля монастыря Арич. Сохранилась только часть книги. Анеци использовал армянские и сирийские источники предыдущего периода. В книге он давал перечень армянских историков, который заканчивал Самуелом Анеци. Труд содержит описание истории от времён царя Паруйра Скайорди до крестовых походов. Одну из глав Анеци посвятил теоретическим вопросам исторического жанра, перечисляя в ней ряд ценных положений о разработке историографических принципов. История, по его мнению, — совокупность действительно произошедших событий, наука о познании прошлого и настоящего, а также о прогнозе будущего. Есть шесть основных элементов истории: лицо, предмет, место, время, метод и причина. Согласно Анеци, для написания истории следует изучать древние и новые исторические труды, владеть логическим мышлением, методами верного изложения мыслей, знать древние языки, проявлять осторожный подход к используемым источникам. Через сто лет Степанос Орбелян назвал эту работу «прекрасной». Ему также иногда приписывается небольшое историческое сочинение «История города Ани».
С XII века известен самый ранний образец путевых заметок в армянской словесности. Это «Наименования городов индийских и персидских» анонимного автора. Его составитель, как явствует из самого текста, лично побывал в Индии и хорошо знаком с этой страной. Современные исследователи причисляют это произведение также к армянской историографической литературе.

## XIII—XVI века
В конце XII — начале XIII века значительные области армянских земель оказались под политическим контролем Грузинского царства, когда совместные армяно-грузинские войска освободили северо-восточную Армению, где было создано вассальное княжество Закарянов. Однако в 1236 году начинается монгольское завоевание Армении, сильно изменившее политическое положение. Другим решающим событием стала коронация Левона II царём Киликийского армянского царства в 1198 году. Его признали законным королём император Священной Римской империи Генрих IV, папа Целестин III и византийский император. С тех пор ещё одним центром развития армянской литературы и науки стала Киликия.

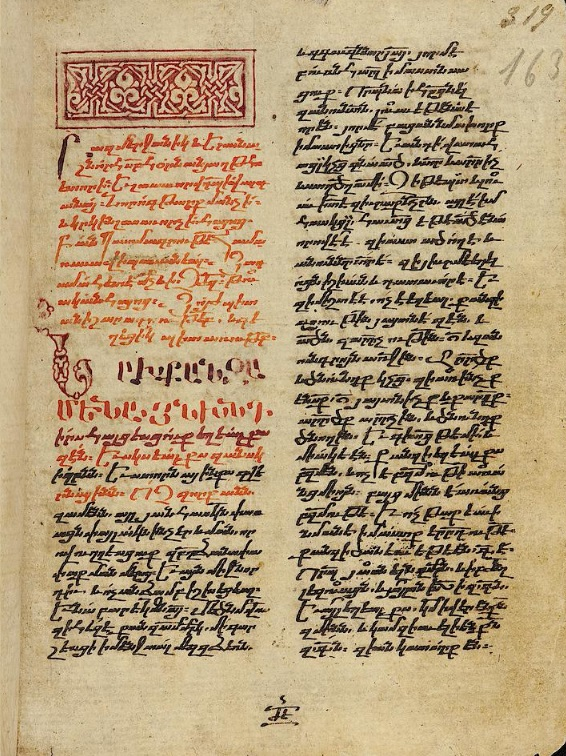
Страница из «Всеобщей истории» Вардана Аревелци, рукопись 1432 года

Ввиду своего географического положения армяне оказались на фронте всех западных войн монголов, в разные исторические эпизоды становясь либо жертвой, либо союзником завоевателей. По словам Джорджа Лейна, «их хроники переходят от проклятия этих получеловеков из ада к восхвалению воинской доблести, моральной целостности и беспристрастной справедливости татар». Дашдондог подчёркивал важность понимания образа мышления средневековых армян, писавших в это время. Согласно Лейну, случай с армянами имеет определённую специфику, что значительно отличает их от остальных христианских народов региона. Религиозная обособленность, изолированность и постоянная физическая угроза, оказали определённое влияние на их историософию, в частности на интерпретацию конфигураций сил вокруг себя. Вместе с этим долгая борьба с иноземными завоевателями в предшествующие эпохи обеспечили армян историософскими конструкциями, которые они адаптировали к новым обстоятельствам. Труды историков этой эпохи охватывают более глубокий и всеобъемлющий спектр исторических проблем, выбирают более ясный и удобочитаемый метод изложения материала. Основателем этой новой школы армянской историографии считается Ванакан Вардапет. Его «История» хотя и не сохранилась, но имела значительное влияние на Киракоса Ганзакеци, Вардана Аревелци и Григора Акнерци. В XIII веке армянская историография переживала новое развитие: образовалась целая плеяда видных историков; по выражению Баярсайхана Дашдондога, их книги «представляют собой отличные образцы мировой средневековой историографии».
К числу наиболее важных армянских историков XIII века относится Киракос Гандзакеци, ученик Ванакана Вардапета. По литературному образцу Хоренаци, Киракос стремился начинать с истоков национальной истории. Его «История Армении» охватывает тысячелетнюю политическую, социальную, экономическую, религиозную и культурную историю со времён христианизации до эпохи жизни автора. Книга написана в 1241—1265 годах, состоит из предисловия и 65 глав. Во втором разделе труда Киракос писал о современных ему событиях, сохраняя важные свидетельства об установлении монгольского господства на Ближнем Востоке и их отношении с мусульманскими государствами, включая мамлюков и сельджуков. Центральная тема истории Киракоса — развитие армяно-монгольских отношений. Ссылаясь на средневековое «пророчество патриарха Нерсеса», Киракос утверждал, что завоевание Армении монголами есть предвестник Антихриста. Сам он вместе с учителем находился в монгольском плену в течение всего лета 1236 года. Киракос даёт список предшествовавших ему армянских историков.
«Историографы армянского народа тоже оставили множество трудов. Например, дивный и проницательный Агатангелос (что в переводе означает посланец добра), который по приказу могущественного и храброго царя Трдата рассказал об обстоятельствах и событиях, имевших место у армян, благодаря исповеднику христову святому Григору Партеву, о действиях знамений и вымыслов, о чудодействии, о причинах просвещения нашей страны армянской и завершил [свой труд] прекрасным и лучезарным повествованием. Вслед за ним богатейший знаниями, многомудрый среди других [историков] святой муж божий Мовсес Хоренаци изложил историю Армении наимудрейшим и достохвальным слогом. Начав с краткого повествования, полного пространных мыслей о первом человеке, [рассказывает] он о событиях, делах и поступках многих народов, доводит до дней Трдата и святого Григора, а оттуда — до кончины армянского патриарха святого Саака и плача по стране нашей армянской, и на том кончает. После него святой Егишэ рассказывает о подвиге внука святого Саака, Вардана, и сподвижников его, которые, уповая на Христа, пожертвовали собою и были увенчаны Христом; воспевает доблестную гибель святых Иовсепа и его сподвижников, согласие уповающих на Христа армянских нахараров на добровольное заключение у царя [персидского], страдания и мученичество святых Хорена и Абраама, о которых так достоверно рассказывает сей дивный муж. Затем велеречивый Лазар Парпеци начинает со времени святого Саака и рассказывает в том же духе. А после него — Фавстос Бузанд, который повествует о том, что произошло между страной нашей армянской и персами и из-за них с нами. И повествуемое об Ираклии епископом Себеосом. И «История» дивного мужа Корюна. И Хосров. И «История» иерея Гевонда о том, что сделали Магомет и его наместники со всеми странами, и особенно с нашим народом армянским. И вардапет Товма, историограф дома Арцрунидов. И Шапух Багратуни. И владыка Иованнес, католикос армян. И Мовсес Каганкатваци, историограф Агванка. И епиокоп урфинский Ухтанес, который описал отделение грузин от армян через Кюриона. И вардапет Степанос, по прозвищу Асохик. И вардапет Аристакес, прозванный Ластивертци. И иерей монастырский Матеос Урхаеци. И Самуэл, священник Анийского собора. И затем — проницательный и мудрый вардапет, прозванный Ванаканом».
Примерно в то же время, что и Киракос, написал «Всеобщую Историю» его однокашник Вардан Аревелци, доводя повествование до 1267 года. С точки зрения Томсона, в качестве литературной модели Вардан использовал историю Степаноса Таронеци. Как считал Томсон, метод Вардана состоял в попытке согласовывать различные оценки прошлого Армении. Главная ценность памятника — описание положения Армении в XIII столетии.
Третьим из учеников Ванакана Вардапета был Григор Акнерци, который в труде «Истории народа стрелков» описывал события, относящиеся к армянам от эпохи Чингисхана до 1273 года. Работа написана в 1273 году в пустыне Аканц в Киликийском армянском царстве. В отличие от традиционной армянской историографии, эта книга не является всеобщей историей. Считается, что большую часть информации он получил из утраченной работы своего учителя.
Из Восточной Армении был Степанос Епископ, автор «Хроники», охватывающей временной промежуток с 1193 по 1290 годы. Труд является непосредственным продолжением «Выборки из исторических книг» Самуела Анеци. Выражая удивление столь быстрому и внезапному завоеванию страны, Степанос оставил описания, позволяющие лучше понимать реакцию армян на монгольское вторжение. Ранее ошибочно приписывалась Степаносу Орбеляну.
Митрополиту Сюника Степаносу Орбеляну принадлежит «История области Сисакан» из 73 глав, законченная им в 1299 году. Рукоположённый киликийским католикосом Константином II в епископы, он стал фактическим духовным лидером Восточной Армении. Этот труд — памятник региональной историографии Армении, посвящён истории области Сюник, при этом изложение даётся на фоне истории всей Армении и её соседей. Говоря о целях своего сочинения, Степанос подчеркивал намерение спасти историю родной провинции от забвения. Книга необычна большим количеством документации из архивов и лапидарных надписей.
Частью в Сюнике, частью в Айрарате проходила монашеская деятельность Мхитара Айриванеци. В первой половине XIV века он закончил «Хронографию», которая является краткой историей Армении от сотворения мира до 1328 года. Стивен Рапп предлагал разделить текст на три части — описание сотворения мира, представление разных библейских персонажей, историческая хроника. В соответствии с традицией, установившейся в средневековой армянской историографии, Айриванеци ссылался на широкий диапазон армянских авторов, среди которых Агатангелос, Хоренаци, Ухтанес, Матеос Урхаеци, Самуел Анеци, Вардан Аревелци и Киракос Гандзакеци. Он также воспользовался Картлис цховреба, вероятно его армянским переводом.
Другим центром армянского историописания являлось Киликийское армянское государство. В XIII веке жил анонимный автор «Летописи» из Севастии, прозванный в современной историографии Себастаци. Его летопись даёт полное описание монгольского завоевания Армении и региона. Оно охватывает период с I века нашей эры до 1220 года, прерывается в 1221—1254 годах, страницы которых утеряны, а затем доходит до 1300 года. Оригинальной является последняя часть хроники, а сведения до 60-х годов XIII века взяты с трудов Матеоса Урхаеци, Вардана Аревелци и Киракоса Гандзакеци.
«Хроника» брата короля Киликии Хетума I и главнокомандующего армией Смбата Спарапета охватывает период между 951—1272 годами. Этот труд — один из основных источников о Киликийском армянском государстве, а также ценный источник о связях армян с крестоносцами и монголами, об армяно-византийских, армяно-персидских и армяно-арабских отношениях. Повествуя о падении армянского царства в 1045 году, он считал событие исполнением «пророчества патриарха Нерсеса». Анонимный автор продолжил его до 1331 года.
Владыка Корикоса Хетум в 1307 году по поручению папы Клемента V написал «Цветник историй стран Востока». По словам Дейвида Банди и Питера Джексона, эта работа представляет собой армянскую пропаганду раннего XIV века, нацеленную на поддержание латино-монголо-армянских отношений и отражающую вовлечённость армянской элиты в оправдание своего союза с монголами. Труд уникален в армянской историографии тем, что он написан не на армянском, а на французском языке. Уже в XIV веке он был переведён на латынь и на испанский язык, а в XVI веке — на английский.
Сохранились исторические труды, ныне относимые к числу так называемых мелких хроник. Одним из первых таких авторов был Аноним первой половины XIII века. Его летопись сохранилась от имени Ованеса Саркавага в одном из списков календароведческих трудов последнего. Текст, который дошёл до нас лишь частично, охватывает период времени от середины VI века до 1236 года — взятия бывшей армянской столицы Ани монголами. В 1225 году написана небольшая «Хроника» Ованеса Авагереца, которая начинается в 1 году и заканчивается 1032 годом. В ней даны даты правления римских и византийских императоров, персидских и армянских царей, даты замещения престола армянских католикосов и иные краткие данные.
Царю Киликийской Армении Гетуму II приписывается «Хроника», написанная в 1296 году. Работа была продолжена разными анонимами и доведена до 1351 года.
Одним из последних отголосков предыдущего периода расцвета армянской историографии стало произведение историка первой половины XV века Товмы Мецопеци. Мецопеци посвятил «Историю Тимура и его преемников» войнам и нашествиям Тамерлана и Шахруха, а также правителей Кара-Коюнлу в период между 1386 и 1440 годами. Она содержит ценные данные, относящиеся к политической истории Закавказья. Мецопеци написал также «Ишаракаран» — записку о возвращении армянского патриаршего престола из Сиса в Эчмиадзин, подробные сведения о церковной истории XIV—XV столетий.

### Эпоха упадка. Мелкие хроники

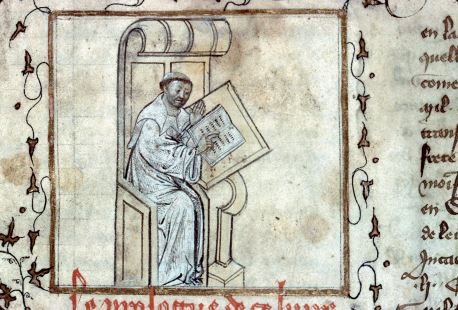
Портрет историка Гетума, XIV век

В XIV веке в армянской историографии начался период упадка, связанный с мамлюкским вторжением в Киликию и нашествием Тамерлана на Армению. С уничтожением Киликийского царства в 1375 году независимая армянская государственность исчезла с политической карты мира на ближайшие пять с половиной столетий. В 1386—1403 годах среднеазиатский завоеватель Тамерлан совершил три разрушительных нашествия на Армению. Согласно Коштяловой, образ «ужасного Тамерлана» был настолько сильным, что повлиял даже на некоторых летописцев, описывавших события XVI—XVII веков. В 1410 году в Армении было установлено господство государства Кара-Коюнлу, в 1468 году — Ак-Коюнлу, а в XVI веке она была разделена между Государством Сефевидов и Османской империей.

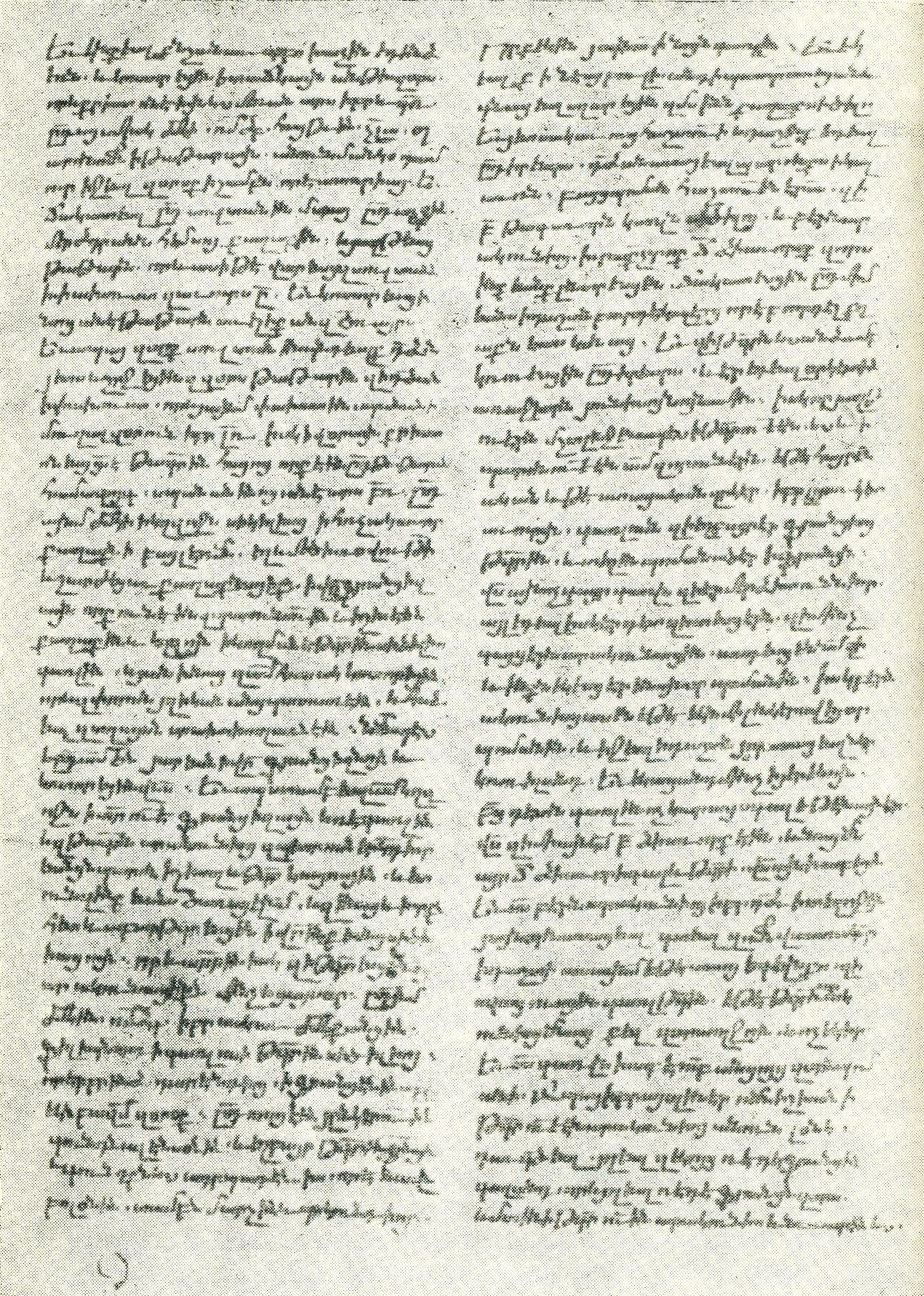
Страница из «Хронологии» Нерсеса Палианенца (Матенадаран, рукопись № 2037)

Упадок историописания растянулся до 30—40-х годов XVII столетия. В течение этого промежутка не было создано хоть сколько-нибудь серьёзных исторических трудов. По словам В. Акопяна, в столь шаткой политической ситуации «не мог появиться историк, который сумел бы обнаружить причинную связь и историческую закономерность происходящих событий, подняться выше своего времени и трактовать исторические явления в их нераздельном единстве». За исключением «Истории Тимура и его преемников» Товма Мецопеци, исторические события этого периода дошли до нас главным образом благодаря мелким хроникам и памятным записям рукописей. Многие памятные записи были изложены в виде кратких хроник. Мелкие хроники по большей части приурочены к современным им событиям и более локальны в географическом охвате.
Средневековые историографы считали царей и князей творцами истории, чья деятельность являлась лишь отражением воли Бога. Между тем, из крупных феодальных домов или царей Аршакидах, Багратидах или Рубинянах к этому времени сохранилась лишь память. Судьба армянского народа находилась в руках татарских эмиров, туркменских мирз, османских пашей и персидских ханов. В условиях своевольных набегов, произвола, тирании, разрушения и грабежа попиралась также и духовная жизнь армян, их этнические и религиозные чувства, народ изгонялся из своей родины. Помимо политической истории, мелкие хроники содержат данные о налоговой политике того времени, внутренней жизни народа, о разных явлениях быта и социальных вопросах. Имеются подробные сведения о топонимике, о жизни общественных, политических и церковных деятелей. В числе авторов таких работ XIV—XVI веков были Саргис Пицак Ссеци (XIV век), Аноним (XIV век), Киракос Банасер (XV век), анонимы XV—XVI веков, писавшие первые части хроники Акопа Иисуси, Мовсес Арцкеци (XV век), Ованнисик Цареци (XVI век), Барсег Арджишеци (XVI век), Ованес Арджишеци (XVI век), Аноним (XVI век), Аноним Себастаци (XVI век) и др. Мелкие хроники и памятные записи указанного периода отражают печальный дух того времени.
Ряд хроник были написаны в диаспоре. Так, между 1348—1351 годами во французском Авиньоне Нерсес Палианенц закончил перевод «Хроники» Мартина Опавского. Рассматривая историю Армении как часть всеобщей истории, Палианенц вставлял в текст хронологические данные, касающиеся истории Армении, в конце добавив также списки армянских царей, князей и католикосов. Наиболее ценными являются его сведения о состоянии Киликийского армянского царства. К диаспорской историографии можно отнести и Абраама Анкюраци, автора «Хроники армянской истории». Давид Мердинци был непосредственным очевидцем многих событий, описанных в его хронике от 1450 до 1457 года. Столетие спустя аноним из Валахии рассказывал о преследованиях армян Стефаном Рарешем в 1551 году. Хроника из девяти рукописных страниц Андреаса Евдокаци, летописца из Евдокии, начинается с падения Константинополя и завершается 1590 годом.

### Исторический плач. Стихотворные хроники

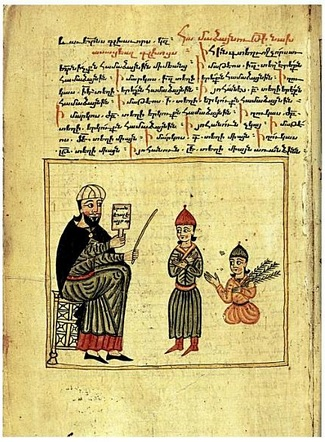
Григор Хлатеци, автор «Воспоминаний о бедствиях», рукопись 1419 года

Исследователи рассматривают в рамках армянской исторической литературы также жанр исторического плача, иногда называя эти произведения стихотворными хрониками. Плачи (voghb) были распространены в армянских исторических произведениях, хотя важной чертой они стали для более поздней литературы. По словам Петры Коштяловой, весь средневековый армянский исторический и литературный дискурс глубоко проникнут этим жанром. Согласно Коштяловой, плачи представляли собой общий подход к истории Армении, в котором все катастрофы объяснялись с точки зрения недовольства Бога грешниками. Такой концепции придерживались, например, Карапет Багишеци в «Плаче о нашествиях Шаха Исмаила», также как Азария Саснеци и Акоп Тохатци.
Одним из первых плачей поздней эпохи являлась стихотворная история «Воспоминания о бедствиях» Григора Хлатеци, где описаны нашествия Тамерлана и войны туркоманских племён. Абраам Анкюраци, автор стихотворной хроники «Плач на взятие Константинополя», лично находился в городе во время его осады и падения. Некоторые плачи посвящены теме изгнания и массовой эмиграции. Так, Минас Тохатци, эмигрировавший в 1540 году в Молдавское княжество, в «Плаче по армянам страны Олахов» описывал гонения на армян на религиозной и экономической почве в 1551—1552 годах со стороны господаря Стефана Рареша. Аналогично Ованес Маквеци в «Плаче о стране Армянской» рассказывал о насильственной депортации из Закавказской Армении в Иран в 1604 году.
Плачи о падении армянских царств или княжеств были своеобразным литературным жанром и нередко включали в себя оптимистические пророчества, предвещавшие возможное восстановление государственности. Так, например, прошлое величие Армении оплакивал Симеон Апаранци в «Плаче о троне царя Трдата» 1594 года. В нём автор раскрывает идею восстановления независимого армянского государства. Майкл Стоун характеризовал его стихотворные нарративы как написанные «сильно патриотическим духом». Параллельно историософии «Божьей кары» за грехи, они развивали идею спасения, предвестником которого часто считалась политическое освобождение. Эта литературная структура ярко проявилась в творчестве авторов XII века Нерсеса Шнорали и Гриогра Тха. Таким образом, согласно Тео ван Линту, авторы плачей следовали философии истории армянских классиков.
Апокалиптические идеи и надежды на помощь со стороны Запада (начиная с эпохи крестовых походов) долго сохранялись в армянской литературе. Они отражены, например, в различных элегиях, посвящённых падению Константинополя в 1453 году. Роберт Томсон приводил в качестве примера Аракела Битлисеци, который ждал освобождения Стамбула и Иерусалима франками, после чего победоносные франки с той же целью должны будут направиться в Армению вместе с потомками армянских солдат, оставшихся в Риме после визита туда царя Трдата в I веке н. э. Идея освобождения армянского народа с помощью франков отражена также в стихотворной хронике «Плач о стольном граде Стамбуле» Аракела Багишеци: «Избавь армян от страданий, причиняемых нам нечестивыми народами. Господи, смилуся!» — писал Багишеци.

## XVII—XVIII века

### Новый подъём историографии
Согласно «Британской энциклопедии», в XVII веке появились признаки преодоления культурного упадка предыдущих столетий, связанного с мамлюкским вторжением 1375 года и нашествием Тамерлана 1386 года, а последовавший XVIII век стал временем интеллектуального возрождения. Повышенный интерес к прошлому стал результатом подъёма национального самосознания и чувства единства, особенно среди просвещенного класса. Авторы фокусировались в основном на современных событиях, что, вероятно, объяснялось их временной отдаленностью от ранних периодов истории. Осознавая рассеянность армянского народа по всему миру и силовое превосходство противника, историки писали о необходимости верного реагирования на вызовы нового времени. Новое время породило и ряд инноваций в принципах и методе историописания։ развивался психологизм, ещё большее внимание уделялось описанию разных сторон жизни и быта народа, язык трудов приближался к разговорному. Историки Григор Даранагеци, Аракел Даврижеци, Закария Канакерци, Закария Агулеци, Абраам Кретаци, Хачатур Джугаеци, Симеон Ереванци, Еремия Кеомурчян, Степанос Шаумян, Есаи Гасан-Джалалян, Абраам Ереванци были носителями прогрессивных взглядов своего времени, подробно описывали жизнь диаспоры, традиции, последовательно развивали идеи просвещения, свободы, политического и культурного возрождения. Историография являлась одним из выразителей армянской национально-освободительной борьбы и сыграла большую роль в формировании её идей. Влияние этих идей заметно, например, в изданной в 1773 году книге «Новая тетрадь, называемая увещеванием» армянина из Индии Мовсеса Баграмяна, пропагандиста освобождения от турецко-персидского гнёта. В трудах Есаи Гасан-Джалаляна, Степаноса Шаумяна и Симеона Ереванци проявляется пророссийская политическая ориентация, выдвигается идея армяно-грузинского военного союза. Эти сочинения отражали сложное социально-политическое положение эпохи: персидско-османские войны, политику «выжженной земли» и связанную с этим насильственную депортацию армян 1604 года, эпидемии, голод, и т. д. Они ценны также сверкой исторических памятников, созданных в предыдущий период. Некоторые из историков жили в Османской империи, в то время как другие были подданными Сефевидов. По словам Баки Тезджана, «лёгкость, с которой они могли работать в обеих империях, поистине удивительна».

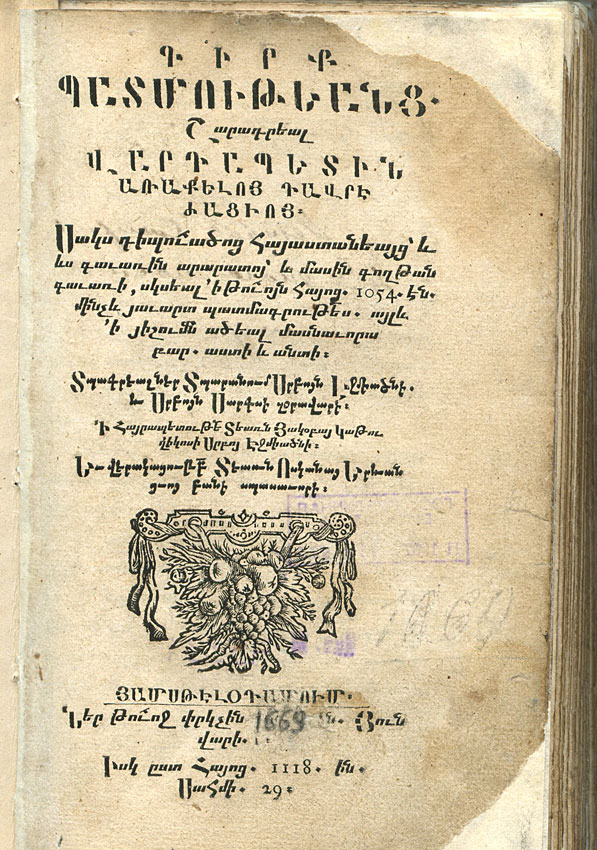
Титульный лист первого и прижизненного издания «Книги истории» Аракела Даврижеци, Амстердам, 1669 год

Первый крупный армянский историк XVII века — Григор Даранагеци. Обосновавшись в начале века в Стамбуле, он стал крупной фигурой в соперничестве за патриарший престол. Ввиду своих обязательств перед армянской общиной Григор проникал во многие уголки Османской империи. Его «Хронография», написанная в 1634—1640 годах, является богатым источником информации о политической и церковной истории Армении и армянских общин Константинополя, Иерусалима, Родоса. «Хронография» состоит из двух частей: первая часть охватывает промежуток между 1018 и 1539 годами и содержит краткую историю Армении, а вторая, более ценная, представляет собой описание событий в период жизни самого автора. В ней Даранагеци выступает как очевидец, а иногда и непосредственный участник событий. Во всём тексте ярко вырисовывается национальная идентичность историка.
Вместе с тем, среди исторических трудов XVII столетия самым значительным считается «Книга историй» Аракела Даврижеци. Она была написана по поручению католикоса Пилипоса I Агбакеци, состоит из 56 глав и была завершена в 1662 году. «Книга историй» является надёжным источником по истории всего региона периода 1602—1662 годов. Аракел был очевидцем многих описываемых им событий, сообщал о положении армян между Османской и Сефевидской империями, о жизни общины Стамбула и последствиях принятия католицизма польскими армянами, об изгнании в Персию шахом Аббасом, и другие данные. Аракел уделял особое внимание эпизодам освободительной борьбыа. «Книга историй» пронизана патриотизмом, в ней Даврижеци проявлял бескомпромиссную верность к Армянской церкви. Он — первый армянский историк, книга которого была напечатана при жизни автора.
Современником Аракела Даврижеци был Давид Багишеци, автор хроники из двух частей. В её первой части рассказывалось об истории армянского народа с древнейших времён до 1662 года. Вторая часть — краткая всеобщая история с древних времён до взятия Константинополя турками в 1453 году. В процессе составления хроники Багишеци использовал большое количество источников, особенно работы древнегреческих и армянских историков.
Другим автором XVII века был Акоп Карнеци. Две основные его работы — «История церкви Сурб Аствацацин Карина» и «Описание Верхней Армении». Последняя представляет собой всеобъемлющее топографическое и географическое исследование 23 регионов обширной провинции Верхняя Армения, содержит информацию о населении, обычаях и социально-экономической жизни каждого из регионов. В «Хронологии» Карнеци перечислены важные события, произошедшие в Армении в 1482—1672 годах. Писал живым и ярким стилем  на сносном древнеармянском, воспользовался некоторыми из сочинений золотого века.
Видным историком конца XVII века был Закария Канакерци, уроженец села Канакер близ Еревана и воспитанник Ованаванка. «Историю» из трёх частей, написанного под некоторым влиянием Аракела Даврижеци, Канакерци начинал с описания установления в Армении династии Аршакидов и заканчивал 1699 годом. Первая книга включает в основном этнографический материал. Вторая книга передаёт данные о политической, социальной и религиозной жизни Армении и соседних стран в XVII веке. Третья книга посвящена истории Ованнаванка. Закария писал простым, но в то же время изящным стилем, рассказывал детали из жизни простолюдина, почти отсутствующие в средневековых источниках. Особо ценны данные касаемо XVII века, так как начиная с 28 главы первой книги он писал как современник и очевидец описываемых событий. Его главный недостаток — это слабый критически-аналитический подход и плохая систематизированность.

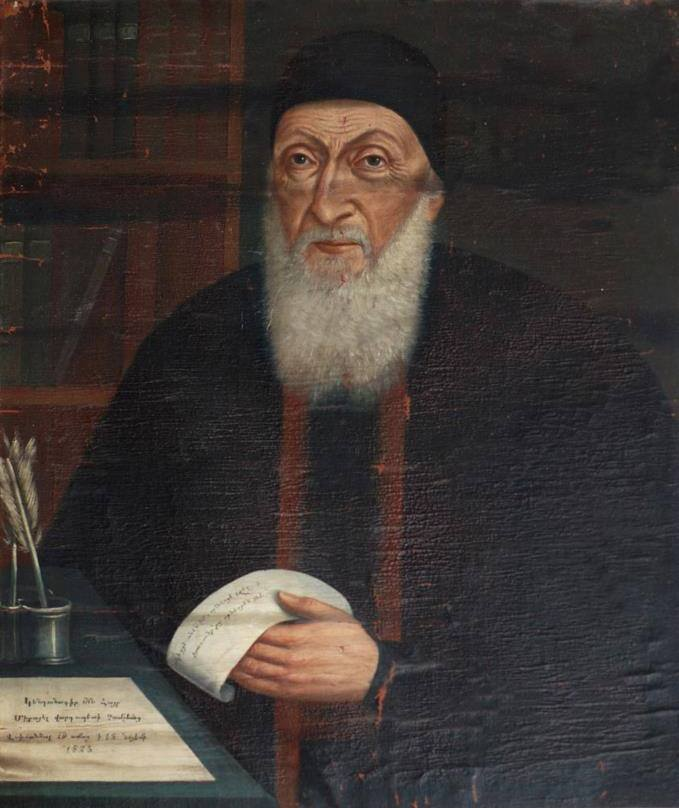
Потртет Микаэла Чамчяна

Одним из первых историков XVIII века являлся Аветик Багдасарян. В 1701—1712 годах на основе трудов армянских и иностранных историков он изложил хронику «Ахюсакапатмагир». Книга начинается со времён сотворения мира и заканчивается на дате становления Аствацатура Амаданци армянским католикосом. Научную ценность представляют последние части хроники, которые посвящены политическим событиям Армении в XVI—XVII столетиях.
Его современником был Есаи Гасан-Джалалян, католикос агванского католикосата Армянской апостольской церкви, автор труда по истории Нагорного Карабаха под названием «Краткая история страны Агванк». Гасан-Джалаляну принадлежала идея армяно-грузинского военного сотрудничества и совместной борьбы против иностранного гнёта.
В труде Абраама Ереванци «История войн 1721—1736» описываются события от афганского вторжения в Персию до коронации Надир-шаха в Мугани, детали турецко-персидской войны. Особое значение имеет вторая глава — рассказ очевидца о героическом сопротивлении, оказанном жителями Еревана османским захватчикам в 1724 году, который содержит немаловажную информацию о самом городе. Детальное описание военных приготовлений и операций показывает, что у Ереванци было ясное представление об искусстве ведения войны, а его блестящий стиль свидетельствует о хорошем образовании автора.
Абраам Кретаци, армянин из Крита, избранный в 1734 году католикосом, в своей «Истории» повествует о последних годах Сефевидов, об избрании Надир-шаха правителем Персии в 1736 году и его победах над османами, о политической и экономической жизни Армении и сопредельных стран в указанный период. К. Бардакчян считал его историю во многом мемуарной. В иной работе, посвящённой истории средневековой армянской столицы Ани, Кретаци объяснял его разрушение Божьим гневом.
В Ереване жил хронист Симеон Ереванци, автор труда «Джамбр». В 25 главах он составил историческую ретроспективу Армянской церкви. Автор даёт списки епархий, данные об их юрисдикции и финансовом статусе, списки указов и разрешений, выданных персидскими и турецкими властями, а также историю 21 монастыря, расположенных в Эриванском ханстве. Этой работой он стремился укрепить центральную власть Армянской церкви, его самостоятельность и самобытность. Выступал против идей армянской общины Индии освобождения Армении вооружённым путём.
Завершение классического периода и начало нового этапа в развитии армянской историографии ознаменовало «История Армении» Микаэла Чамчяна. Книга была издана в трех томах в Венеции в 1784—1786 годы. Согласно К. Бардакчяну: «Ни один армянский историк со времён Мовсеса Хоренаци не отважился предпринять то, что совершил Чамчян». Его изложение начинается с сотворения мира и доводится до 1784 года. Чамчаян несколько идеализировал прошлое Армении.
Авторы мелких хроник XVII—XVIII веков: Аноним Ливорнаци (XVII век), Аноним Ванеци (XVII век), три других анонима (XVII век), Григор Варагеци (XVII век), Вардан Багишеци (XVII век), Амирас Ерзнкаци (XVII век), хроника редакции Григора Камахеци (XVII век), Аноним Ванеци (XVII—XVIII века), Исаак Вардапет (XVIII век), Багдасар Дпир (XVIII век), Мартирос ди Аракел (XVIII век), Акоп Тиврикци (XVIII век), Мартирос Халифа (XVIII век), Аствацатур, Ован и Аракел Акнерци (XVIII век), Григор и Урах Каринци (XVIII век), Барсег Грич и Мелик Кеамал (XVIII век), Аноним Ванеци (XVIII век), Аноним (XVIII век) и др.

### Историография в диаспоре
Обладая немалым торговым умением, армяне, в положении религиозного меньшинства, проживали как на территории ближневосточных держав, так и в Речи Посполитой, Империи Габсбургов и других странах. Принято считать, что они внесли определённый вклад в развитие одной из крупнейших торговых сетей раннего Нового времени. По Коштяловой, последние создали глобальную торговую сеть, простирающуюся от Западной Европы до Дальнего Востока. Армянские общины начали процветать в прибрежных городах Индийского океана, Средиземного моря, Западной Европы и России.
Возрождение литературной традиции в XVII веке затронуло и центры армянской диаспоры в Европе и Азии: Венеция, Львов, Исфахан и т. д. В армянских скрипториях этих стран создавались как новые произведения так и переписывались рукописи. Так, в далёкой Речи Посполитой переписывались рукописи историков Киракоса Гандзакеци, Товма Мецопеци, Маттеоса Урхаеци, части сочинения Агатангелоса, хронология царей Армении. Степан Захаркевич подчёркивал свойственный средневековым армянским общинам исторический этноцентризм: «разработка и поддержание собственных представлений об историческом процессе и роли и месте в нём армянской общины». По мнению Петры Коштяловой, «Изгнанник или эмигрант — на армянском языке łarib или panduxt — представляет собой один из краеугольных камней армянского самосознания. Без преувеличения можно сказать, что армянская историография и литература (как средневековая, так и современная) пронизаны этой доминирующей, а точнее „ключевой“ темой». Однако и в диаспоре положение армян не было идеальным. Будучи этническим и религиозным меньшинством, последние нередко подвергались национальным, социальным и религиозным преследованиям. Согласно Захаркевичу, развитие историографической традиции в диаспоре являлась одной из средств противостояния ассимиляции. Своей деятельностью диаспора дополняла литературную жизнь в Армении, где, несмотря на тяжёлые условия, культурная активность не прерывалась.

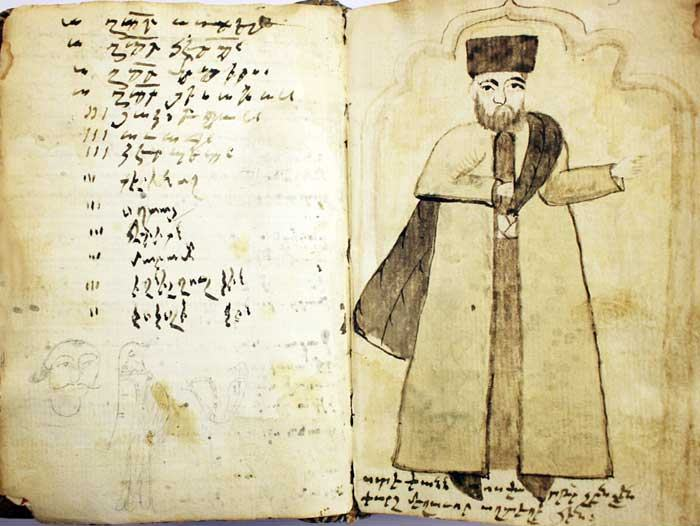
Историк Степанос Ерец

В начале XVII века в Каменец-Подольском проживала целая династия армянских историков — Ованес Авагерец, его сын Григор и внуки Акоп и Авксент. Написанная ими «Каменецкая летопись» является историей армянской общины города с 1430 по 1652 годы. «Каменецкая летопись» был одной из источников «Истории Хотинской войны» Ованеса Каменаци. Его работа считается надёжным источником информации о победе польско-украинских войск над турецкими захватчиками близ города Хотин в 1621 году и о мирном договоре между сторонами, она содержит источниковедческий материал на польском и других языках касательно этой битвы; состоит из введения, 18 глав и колофона. Некоторые части работы основаны на личном опыте и на том, что автор слышал от других. По словам самого Каменаци, труд написан в 1627 году. Книга включает в себе ценную информацию о жизни армянской общины Каменец-Подольского, о Польше и Румынии.
В числе восточноевропейских армянских летописцев был также Хачгруза Кафаеци. Уроженец Кафы Хачгруз в «Хронике» рассказывал о борьбе за престол Крымских ханов, дал перечень дат правления некоторых из них, описывал войны, которые они вели, и роль армян в этих событиях, подробные данные о внутриполитической и экономической жизни Крыма. Труд охватывает события 1583—1658 годов, написан на крымском диалекте армянского языка, чем представляет ценность также для армянской диалектологии.
Размышляя об эмиграции, Мартирос Крымеци, историк и поэт XVII века из Крыма,  видел его причину в греховности армян. Отправной точкой этого процесса он считал падение Армянского царства в 1045 году. Стихотворную хронику «Порядок и даты армянских царей» Крымеци начинал с легендарного Айка и заканчивал падением Киликийского армянского царства в 1375 году. По словам самого автора, у поэмы воспитательная и морально-психологическая задачи. Он особенно переживал состоянием западных армян «томящихся под „надменным народом турок“»..
Создавались памятники историографии и в колониях стран Востока. Крупным автором и общественным деятелем второй половины XVII века был константинополец Еремия Кеомурчян, автор многочисленных исторических, географических и других сочинений. В наиболее ранней «Краткой истории трёхсот лет» Кеомурчян в стихотворной форме рассказывал историю османских султанов. Автор описывал государственный, административный и налоговый строй Османской империи, проведённые им войны, социально-экономический и политический кризис в этом государстве, тяжёлое положение завоёванных народов — армян, болгар, греков, арабов и др. Главным фактором сохранения армянского народа Кеомурчян считал развитие родного языка и просвещение. В книге «Краткие вопросы и ответы» Кеомурчян проанализировал историю и культуру Армении. В другой работе — «Истории Армении» — он восхвалял прошлое армянское народа, военные победы древних армянских царей. В последние годы жизни написал «Летописную историю» из трёх частей, содержащую историю природных катаклизмов в Константинополе, данные о войнах Османской империи и её внутренней жизни, о внутрицерковной борьбе армянских духовников. «Дневник» Кеомурчяна, написанный разговорным языком, рассказывает о жизни армянской диаспоры, важных событиях в Османской империи между 1648—1662 годами.
В 1787—1789 годах иранским армянином Степаносом Ерецем написан труд «Ангитагирк». В этой книге рассказывается история армянской общины Ирана, в особенности областей Ферейдан, Нор-Джуга, Бурва.

### Путешествие и дневник
Отдельным жанром исторических сочинений были путевые рассказы и мемуары. Литературный жанр путевых рассказов был известен в Армении задолго до XVII века. Кроме «Наименования городов индийских и персидских» анонима XII века, из числа ранних представителей этого жанра следует упомянуть Мартироса Ерзнкаци (XV век), Саргиса Абега, Пирзада Капанци, Ованеса Ахтамарци (XVI века) и др. Начиная с XVII века описания путешествий становятся более объёмными, в них предоставлено больше информации об авторе, фиксируются примечательные сообщения о настоящем и прошлом посещённых стран. Формируется отдельный вид мемуара — дневник. Авторами первых дневников были Закария Агулеци, Еремия Кеомурчян, Габриел Тохатеци и Минас Амдеци.

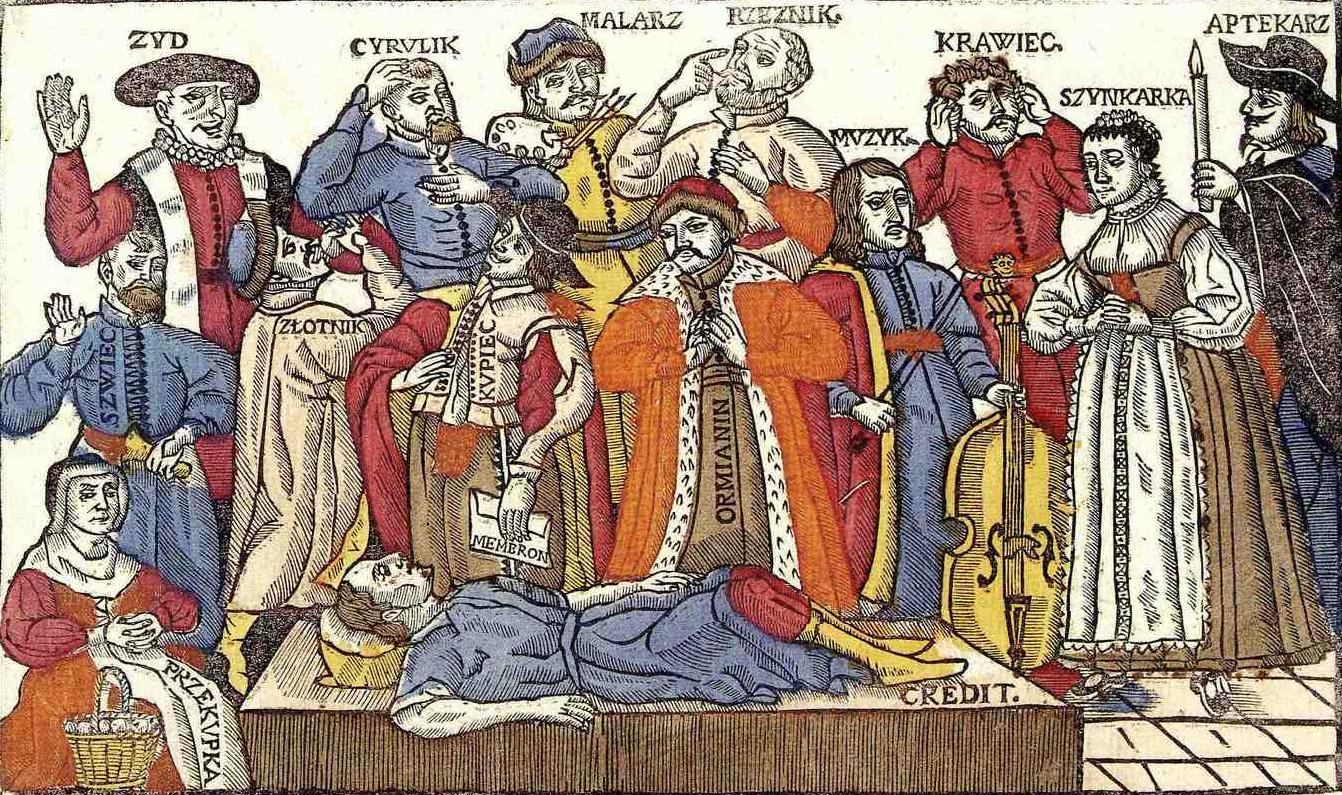
Художественное изображение армянина (Ormianin) среди представителей населения Речи Посполитой, 1655 год

Членом значительной армянской общины Польши XVI столетия был Симеон Лехаци. Лехаци — автор ценного описания путешествия на Восток в 1608—1619 годах. Начав путешествие со Львова, Симеон посетил Стамбул, балканские страны, Италию, Армению, Египет, Палестину, Сирию и Анатолию. Он писал об обычаях и нравах разных народов, о ремеслах, торговле, земледелии и др. Основное внимание Лехаци уделял армянским общинам. Его «Путевые заметки» написаны на среднеармянском языке.
Закария Агулеци родился в деревне Агулис близ Нахичевани. Будучи купцом, много путешествовал по Персии, Турции и странам Европы. Его знаменитый «Дневник» содержит подробные сведения о социальной, экономической и культурной жизни стран, которые он посетил, а также об их финансовой и административной организации. Он включает в себя элементы как путешествия, так и хроники. Первая часть посвящена описанию торговых путей, во второй части Агулеци рассказывал о своих путешествиях с 1647 по 1681 годы. Данные написаны на фоне политических событий в Эриванском и Нахичеванском ханствах. «Дневник» имеет ценный этнографический материал.
К «Дневнику» Закария Акулеци по своему типу близок «Торговый дневник» Ованеса Джугаеци. В 1682 году Джугаеци отправился из порта Бендер-Аббас в Индию, откуда в 1686 году направился в Тибет и прибыл в Лхасу. В Тибете Джугаеци провёл пять лет. В «Торговом дневнике» он оставил ценные сведения о торговле, налогах и судебной системе в Лхасе. «Торговый дневник» — важный источник о торгово-экономических отношениях между Ираном, Индией, Тибетом и Непалом, он содержит данные об индийских городах и экономической жизни армянских общин описываемых стран.
В XVII веке к жанру путевых очерков относились также труды таких авторов, как Августин Беджеци («Путешествие по Европе»), Хачатур Етовпаци, Акоп Григоренц («Хвала Британии»), Акоп Ссеци и др. В XVIII веке жанр публицистического дневника был обогащен сочинениями Петроса ди Саргиса Гиланенца, Григора Басмаджяна и др.

## Изучение
Труды армянских историков начали издаваться с середины XVII века. За последние двести лет большинство армянских исторических текстов были опубликованы. В XIX веке труды историков выходили как в многочисленных отдельных изданиях, так и в сериях. В 1850-х годах в Париже К. Шахназарян в серии «Shar hay patmagrats» издал труды нескольких историков. Помимо этого проводились исследования разного характера. Так, например, в арменистике издавна проводились работы по поиску, сбору, исследованию и публикации памятных записей и малых хроник. Г. Пиргалемян впервые собрал памятные записи армянских манускриптов, которые, однако, были изданы только частично. В том же столетии изучением памятных записей занимались Г. Срвандзтянц и А. Ташян.
Одной из первых работ на Западе, посвящённой в основном древним армянским источникам, стала «Collection des historiens anciens et modernes de l’Armenie» (т. 1—2, 1867—1869) французского востоковеда В. Ланглуа, благодаря которой европейский читатель познакомился с рядом письменных памятников древней Армении. Большой вклад в области изучения армянских источников в XIX столетии внёс М. Броссе, автор «Каталога книгам Эчмиадзинской библиотеки» (1840) и «Collections d’historiens armeniens» (1874). Броссе также перевёл на французский язык Степаноса Орбеляна (1864) и Киракоса Гандзакеци (1870). «Истории Армении» Фавстоса Бузанда и «Ашхарацуйцу» посвятил отдельные исследования Й. Маркварт.
Русская научная общественность впервые прочитала сочинения древних армянских историков благодаря учёным Н. Эмину, К. Патканяну и Г. Халатянцу. В переводческой деятельности особо плодотворными были Эмин и Патканян. Последнему принадлежит также источниковедческое исследование «Опыт истории династии Сасанидов по сведениям, сообщаемым армянскими писателями» (1863). В труде «Армянский эпос в „Истории Армении“ Моисея Хоренского» (1896) Халатянц проанализировал разные аспекты истории Хоренаци.
Ещё более интенсивно работы по исследованию и изданию памятников древнеармянской историографии проводились с XX века. Важным с академической точки зрения шагом стал выпуск с 1903 года серии изданий источников «Patmagirk hayots». Она создавала научную базу для будущих критических изданий важнейших средневековых исторических трудов на основе ранних печатных книг и рукописей, доступных специалистам, вовлечённым в этот проект. В советский период в Армении были выпущены критические издания Корюна (1941), Егише (1957), Киракоса Гандзакеци (1961), Аристакеса Ластивертци (1963), Абраама Кретаци (1973), Себеоса (1979), Мовсеса Каганкатваци (1983), Аракела Даврижеци (1990), Мовсеса Хоренаци (1991). Учёными в диаспоре были составлены критические тексты Григора Акнерци (1974) и Себастаци (1988). После обретения Арменией независимости опубликованы критические тексты Товма Мецопеци (1999), Товма Арцруни (2006), Самуела Анеци (2011). В серии «Matenagirk Hayots» 2003—2013 годов были опубликованы также критические издания Гевонда, Ованеса Драсханакертци, Ованеса Мамиконяна и Степаноса Таронеци. Тексты некоторых средневековых историков имели несколько критических публикаций, например, для «Жития Маштоца» Корюна таких было 6. Изданием колофонов в XX веке занимались Г. Овсепян (1951) и Л. Хачикян (1950, 1955, 1958). Важный вклад в исследование малых хроник внёс В. Акопян, составитель двухтомной книги «Мелкие хроники: XIII—XVIII вв.» (1951, 1956). Также была проведена работа по изучению разных аспектов и проблем древнеармянской исторической литературы. Специалисты, однако, в основном занимались изучением отдельных историков. Наиболее обобщающим исследованием древнеармянской историографии Санджян считал трилогию Л. Бабаяна: «Очерки историографии Армении эпохи раннего феодализма (V—VIII вв.)» (1977), «Очерки историографии истории Армении эпохи развитого феодализма (IX—XIII вв.)» (1981), «Очерки историографии Армении (XIV—XVIII вв.)» (1984).
Переводы и исследования проводились и на Западе. В 1969 году в Гарвардском университете вышел сборник памятных записей «Colophons of Armenian Manuscripts, 1301—1480» с переводом и комментариями А. Санджяна. Выполнены переводы разного качества на английский и французский языки, некоторые из которых содержат чрезвычайно ценные исторические и литературные комментарии: Н. Гарсояна к «Бузандарану», Г. Уинклера к Корюну, Ж.-П. Маэ к Хоренаци, Дж. Говард-Джонсона к Себеосу. Большой вклад в изучение истории древнеармянской исторической литературы внёс Р. Томсон (Оксфордский университет). Начиная с 1970-х годов им были изданы английские переводы ряда историков Раннего и Высокого Средневековья, включая Мовсеса Хоренаци (1976). С конца 1990-х годов публикацией историков XVII—XVIII веков на английском языке занимался Дж. Бурнутян. Кроме того, написаны исследования, посвящённые как отдельным периодам, в числе которых статьи «The Maccabees in Early Armenian Historiography» (1975) Р. Томсона, «Entre Moïse et Mahomet: réflexion sur l’historiographie arménienne» (1992) Ж.-П. Маэ (Университет Лаваля), так и авторам, например «The new age of prophecy: the Chronicle of Matthew of Edessa and its place in Armenian historiography» (2009) Тары Л. Эндрюс (Венский университет), «The Universal History of Step’anos Tarōnec’i: Introduction, Translation, and Commentary» (2017) Тима Гринвуда (Сент-Эндрюсский университет) и др.
Продолжались переводы и исследования на русском языке, хотя многие авторы до сих пор остаются не переведёнными. Перевод трудов целого ряда историков осуществили М. Дарбинян-Меликян и Л. Ханларян. В начале XX века большой вклад в изучение армянских историков в русской науке внёс Н. Марр. Его «Крещение армян, грузин, абхазов и аланов святым Григорием (арабская версия)» (1905) посвящена истории Агатангелоса. В «Истории древнеармянской литературы» (1975) М. Абегян провёл глубокий и детальный анализ трудов Агатангелоса, Фавстоса Бузанда, Мовсеса Хоренаци, Егише, Лазара Парпеци и Себеоса. Изучением раннесредневековых памятников армянской историографии занимается И. Ващева («Парадоксы исторической концепции Мовсеса Хоренаци», 2012).

## Научное значение

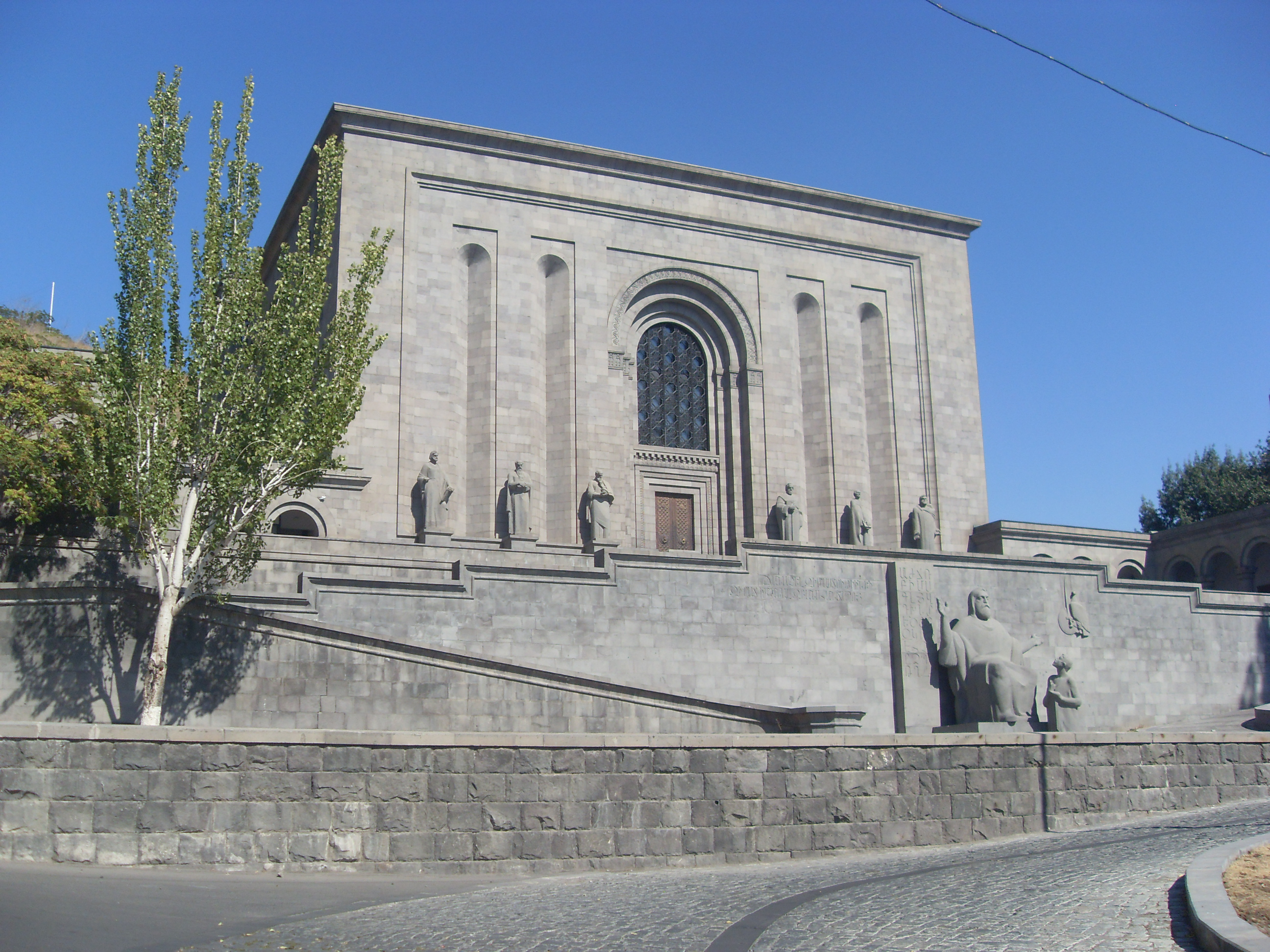
Здание Матенадарана в Ереване

Как указывала В. Арутюнова-Фиданян, несмотря на то, что в центре внимания армянской историографии исторические судьбы армянского народа, она представляет научную ценность для изучения истории соседних с Арменией народов и стран — Грузии, Сирии и Византии. А. Новосельцев подчёркивал, что в трудах первых армянских историков уже фигурируют такие народы и племена, как аланы, маскуты, булгары, басилы и др. Последний также отмечал важность армянских письменных источников для изучения феодальных отношений в Закавказье. Армянские историки иногда сообщали сведения о далёких от Армении странах, например о Польше, Румынии, Тибете, Индии, странах Средней Азии. По словам М. Артамонова: «армянские исторические сочинения составляют очень большой и важный раздел источников по хазарской истории». Согласно С. Толстову, древнеармянская историография играет определённую роль для анализа генеалогии царства Кушанов и иранских Аршакидов. Труды армянских историков Высокого Средневековья используются исследователями крестовых походов, сельджуков и монголов. Баки Тезджан указывал, что труды позднесредневековых армянских историков используются для изучения истории Османской и Сефевидской империи. В XVIII веке пишутся труды, посвящённые истории других народов, например, «История Персии» Xачатура Джугаеци (с начала до 1779 г.) и «История Индии» Товмаса Ходжамаляна. С середины XX столетия на русском языке опубликованы профильные монографии, посвящённые сообщениям армянских первоисточников об отдельных регионах и эпохах, среди которых «Кушаны, хиониты и эфталиты по армянским источникам IV—VII вв.» (1954) К. Тревер, «Армянские источники о монголах. Извлечения из рукописей XIII—XIV вв.» (1962) А. Галстяна, «Армянские источники XVIII века об Индии» (1968) Р. Абрамяна, «Армянские источники о Средней Азии V—VII вв.» (1979) Л. Тер-Мкртичяна.
В. Налбандян отмечает в «Истории всемирной литературы»:
Начиная с V в. чётко определились главные особенности армянской исторической прозы, характерные как для эпохи её наивысшего расцвета (вторая половина V в.), так и для последующих периодов вплоть до XVIII в. Прежде всего значительная часть произведений армянских писателей-историков является ценнейшим первоисточником не только для истории армянского народа, но и для истории тех государств, стран и народов, с которыми судьба сталкивала армян на протяжении многих веков, — Вавилона и Ассирии, Греции, Рима и Византии, Парфянской и Сасанидской Персии, грузин и агванов (кавказских албан), арабов, тюрков-сельджуков, монголов и турков-османов.